# Villepinte (Seine-Saint-Denis)
Pour les articles homonymes, voir Villepinte.
Villepinte est une commune française située dans le département de la Seine-Saint-Denis, en région Île-de-France.
Avec 38 204 habitants lors du recensement de 2020, Villepinte était la 202e commune française la plus peuplée.

## Géographie

### Localisation

Localisation de Villepinte.

Villepinte est située à 18 km au nord-est du centre de Paris et à 14 km de la porte de Pantin, au cœur de la plaine de France.
Dans la partie sud, il subsiste des espaces boisés, vestiges de l'ancienne forêt de Bondy : le bois de la Tussion et le parc forestier départemental de la Poudrerie de Sevran, séparés l'un de l'autre par la ligne de chemin de fer de Paris à Hirson et Anor (frontière) et le canal de l'Ourcq.

### Communes limitrophes
Les communes limitrophes sont Aulnay-sous-Bois, Sevran, Tremblay-en-France, Vaujours et Gonesse.
| Gonesse          | Tremblay-en-France | Tremblay-en-France |
| Aulnay-sous-Bois | Villepinte         | Tremblay-en-France |
| Sevran           | Sevran             | Vaujours           |

### Géologie et relief
La commune est située sur un plateau de faible altitude (environ 60 à 75 mètres) recouvert, dans la partie nord, de riches limons essentiellement imperméables, formant une couche de trois à six mètres d'épaisseur, reposant sur des sables de Monceau. Ils ont permis la pratique d'une agriculture principalement céréalière et secondairement betteravière jusqu'aux années 1960. Quelques marnes datant de l'éocène affleurent néanmoins au niveau de l'actuel parc d'activités Paris-Nord 2, tandis que le ru du Sausset a creusé un vallon dans la couche de calcaires de Saint-Ouen sous-jacente aux sables et y a déposé des alluvions modernes. La partie sud, dans les quartiers de Bellevue et du Vert-Galant, dans le bois de la Tussion et dans le parc forestier de la Poudrerie de Sevran, est recouverte d'alluvions anciennes déposées pendant l'ère quaternaire par un ancien cours de la Marne. Il existe, sous ces terrains alluviaux, une couche de marnes gypseuses. La dissolution de ces gypses est une source de risque d'affaissement des terrains.
Ces différences de nature des terrains affleurants expliquent celles de leur mise en valeur par les sociétés agraires traditionnelles avant l'urbanisation du territoire communal : grande culture au nord, caractéristique du pays de France, forêt au sud, caractéristique des paysages du proche pays d'Aulnoye.

### Hydrographie
La ville est traversée, au nord, par le ru du Sausset, un affluent de la Morée qui appartient au bassin hydrographique de la Seine, et, au sud, par le canal de l'Ourcq. Ce canal, peu profond (80 cm) à l'amont d'Aulnay-sous-Bois, donc au niveau de Villepinte, est ici destiné à la plaisance et ses berges sont aménagées pour le cyclotourisme (piste cyclable) et la randonnée pédestre. Il est enjambé par un pont qui permet la double liaison piétonnière et routière entre les parties villepintoise, tremblaysienne et valjovienne du quartier du Vert-Galant.

### Climat
Pour des articles plus généraux, voir Climat de l'Île-de-France et Climat de la Seine-Saint-Denis.
En 2010, le climat de la commune est de type climat océanique dégradé des plaines du Centre et du Nord, selon une étude du CNRS s'appuyant sur une série de données couvrant la période 1971-2000. En 2020, Météo-France publie une typologie des climats de la France métropolitaine dans laquelle la commune est exposée à un climat océanique altéré et est dans la région climatique Sud-ouest du bassin Parisien, caractérisée par une faible pluviométrie, notamment au printemps (120 à 150 mm) et un hiver froid (3,5 °C).
Pour la période 1971-2000, la température annuelle moyenne est de 11,7 °C, avec une amplitude thermique annuelle de 15,6 °C. Le cumul annuel moyen de précipitations est de 677 mm, avec 10,8 jours de précipitations en janvier et 7,6 jours en juillet. Pour la période 1991-2020, la température moyenne annuelle observée sur la station météorologique la plus proche, située à Roissy-en-France à 4 km à vol d'oiseau, est de 12,1 °C et le cumul annuel moyen de précipitations est de 694,3 mm,. Pour l'avenir, les paramètres climatiques de la commune estimés pour 2050 selon différents scénarios d'émission de gaz à effet de serre sont consultables sur un site dédié publié par Météo-France en novembre 2022.
| Mois                                  | jan.             | fév.             | mars          | avril           | mai            | juin           | jui.           | août           | sep.           | oct.            | nov.            | déc.             | année      |
| ------------------------------------- | ---------------- | ---------------- | ------------- | --------------- | -------------- | -------------- | -------------- | -------------- | -------------- | --------------- | --------------- | ---------------- | ---------- |
| Température minimale moyenne (°C)     | 2,3              | 2,3              | 4,5           | 6,7             | 10             | 13,1           | 15,1           | 15             | 12,1           | 9,2             | 5,4             | 2,9              | 8,2        |
| Température moyenne (°C)              | 4,7              | 5,3              | 8,3           | 11,2            | 14,6           | 17,8           | 20,1           | 20,1           | 16,6           | 12,7            | 8,1             | 5,2              | 12,1       |
| Température maximale moyenne (°C)     | 7                | 8,2              | 12,2          | 15,8            | 19,3           | 22,6           | 25,1           | 25,1           | 21,1           | 16,2            | 10,7            | 7,5              | 15,9       |
| Record de froid (°C) date du record   | −17,8 17.01.1985 | −12,4 07.02.1991 | −9,1 13.03.13 | −3,9 12.04.1986 | 0,3 03.05.1981 | 2,6 01.06.1975 | 7,3 15.07.1977 | 6,1 25.08.1980 | 2,4 19.09.1977 | −3,1 30.10.1985 | −8,1 23.11.1998 | −10,6 29.12.1996 | −17,8 1985 |
| Record de chaleur (°C) date du record | 16 27.01.03      | 20,5 27.02.19    | 25,3 31.03.21 | 28,6 20.04.18   | 31,9 27.05.05  | 36,5 27.06.11  | 41,4 25.07.19  | 39 12.08.03    | 35 08.09.23    | 28,9 01.10.11   | 21,2 08.11.15   | 17,3 16.12.1989  | 41,4 2019  |
| Ensoleillement (h)                    |                  | 916              | 1 396         | 1 967           | 2 183          | 2 112          | 2 406          | 2 149          | 1 786          | 1 123           | 693             | 615              |            |
| Précipitations (mm)                   | 57,2             | 48               | 49,8          | 47,8            | 66,5           | 61,9           | 59,9           | 57,8           | 50             | 60,1            | 60,4            | 74,9             | 694,3      |

### Voies de communication et transports

#### Voies de communication
L'ex A104.
Villepinte était traversée par l'autoroute A104, sur un ancien tronçon de la « Francilienne » détournée, depuis novembre 2023, à l'est de l'Aéroport de Paris-Charles-de-Gaulle. Ce tronçon s'appelle dorénavant l'A170, et elle dessert Villepinte par les sorties 1 (Parc des Expositions Paris-Nord 2/ Exposants), 2 (Parc des Expositions Paris-Nord 2 / Visiteurs) et 4 (Villepinte) ; elle est aussi située à proximité des autoroutes A1 et A3 dont la jonction se fait juste au nord-ouest de la commune, à la limite des territoires de Gonesse et d'Aulnay-sous-Bois, deux communes limitrophes de Villepinte.
La route nationale 2, de Paris - Porte de la Villette à Soissons, Laon et Maubeuge, autrefois appelée « route des Flandres », rejoint l'autoroute A170 à Villepinte. Elle reprend son nom à Mitry-Mory où elle devient partie intégrante de la Francilienne jusqu'à l'échangeur de Compans où se déverse le nouveau tronçon en question de l'A104.
L'axe routier principal, parallèle à l'autoroute A170, est la RD 115 (boulevard Robert-Ballanger), ancienne route des Petits-Ponts reliant Paris (Porte de Pantin) et Mitry-Mory, en Seine-et-Marne, par Drancy et Aulnay-sous-Bois.
Villepinte est à proximité de l'aéroport de Roissy-Charles-de-Gaulle, situé à quelques kilomètres au nord de la commune et dont une grande partie des installations et de l'emprise sont dans la commune voisine de Tremblay-en-France.

#### Transports en commun
Trois gares du RER B desservent la commune :
- gare de Villepinte (branche B3 Roissy - Aéroport Charles-de-Gaulle) ;
- gare du Parc des Expositions (branche B3 Roissy - Aéroport Charles-de-Gaulle) ;
- gare du Vert-Galant (branche B5 Mitry - Claye).

Dix-sept lignes d'autobus desservent le territoire de la ville :
- Lignes 1, 15, 20, 39, 43, 45, 607, 609, 615, 619, 642, 643, TB1, TB2, TB3 du réseau de bus Terres d'Envol[9] ;
- Ligne 350 du réseau de bus RATP ;
- N140 du Noctilien ;
- Filéo Roissy-Sud.

## Urbanisme

### Typologie
Au 1er janvier 2024, Villepinte est catégorisée grand centre urbain, selon la nouvelle grille communale de densité à sept niveaux définie par l'Insee en 2022.
Elle appartient à l'unité urbaine de Paris, une agglomération inter-départementale regroupant 407 communes, dont elle est une commune de la banlieue,,. Par ailleurs la commune fait partie de l'aire d'attraction de Paris, dont elle est une commune du pôle principal,. Cette aire regroupe 1 929 communes,.

### Morphologie urbaine
| Type d’occupation                                       | Pourcentage | Superficie (en hectares) |
| ------------------------------------------------------- | ----------- | ------------------------ |
| Espaces agricoles                                       | 0,15 %      | 5,96                     |
| Bois, forêts et espaces verts et aquatiques             | 32,83 %     | 342,28                   |
| Habitat individuel                                      | 28,61 %     | 299,11                   |
| Habitat collectif                                       | 4,59 %      | 49,76                    |
| Activités et équipements                                | 18,74 %     | 195,89                   |
| Infrastructures de transports et voies de communication | 13,54 %     | 141,53                   |
| Autres modes d'occupation                               | 1,61 %      | 16,81                    |
| Source : Iaurif                                         |             |                          |

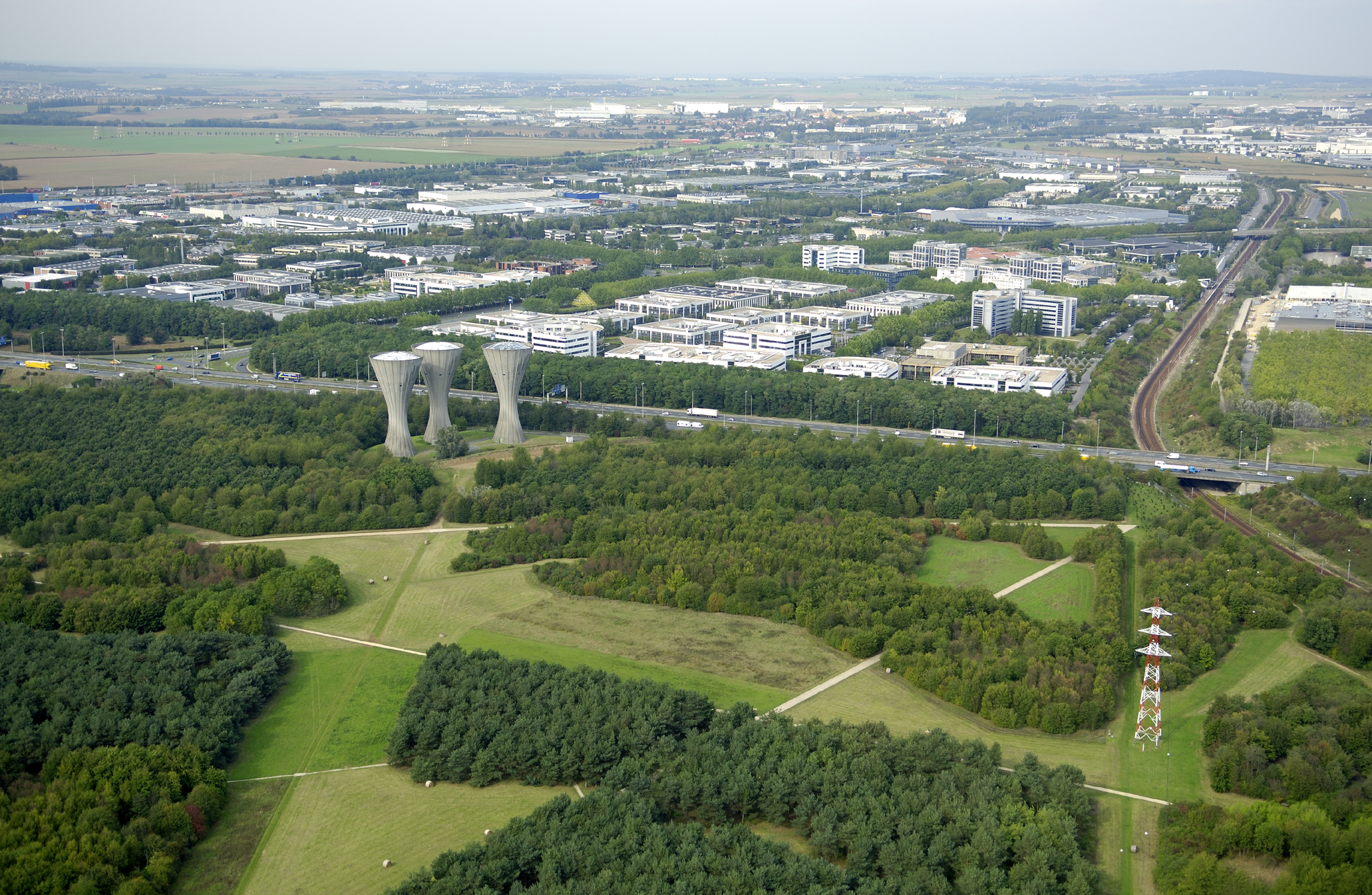
Le parc du Sausset, au premier plan, l'autoroute A104, le parc d'activités Paris-Nord 2 et, à droite, la ligne B du RER.

Le territoire de la commune de Villepinte est couvert pour un tiers par des espaces ruraux ou verts (bois, forêts, parcs), pour un autre tiers par l'habitat (surtout individuel), et enfin pour un dernier tiers par des activités, équipements et infrastructures de transports.

### Quartiers
Si le territoire de la commune est coupé en deux par l'autoroute A104, qui la traverse d'est en ouest, c'est le boulevard Robert-Ballanger (RD 115 ou route des Petits Ponts) qui constitue le véritable axe est-ouest qui structure la ville :
- au nord du boulevard Robert-Ballanger : le parc d'activités Paris-Nord 2, le parc des expositions, le parc du Sausset, la Haie-Bertrand, le Vieux Pays, le quartier allant de l'hôpital à la poste principale, le Parc de la Noue, les Mousseaux, Marie Laurencin, le complexe sportif municipal et les grands équipements socio-culturels ; 14 553 habitants vivaient dans ces quartiers en 2008 (selon la base de données IRIS de l'Insee) ;
- au sud du boulevard Robert-Ballanger : le Clos-Montceleux, Pasteur, l'Europe, la Fontaine Mallet, le Merisier, les Quatre-Tours, Bellevue et le Vert-Galant, soit 21 257 habitants en 2008.

La maison d'arrêt de Villepinte se situe près du quartier Marie Laurencin, qui borde la bretelle de l'A104 et la route qui conduit au Vieux Pays de Tremblay-en-France.

#### Nord
Le parc d'activités Paris-Nord 2 est la principale zone économique de la ville. Il est situé à proximité immédiate de l'aéroport de Roissy-Charles-de-Gaulle et du Parc des Expositions (celui-ci a été ouvert en 1982 et accueille également des concours scolaires, des meetings politiques, ainsi que des rassemblements religieux). Cette zone économique est desservie par la gare du Parc des Expositions  . De nombreuses grandes sociétés y sont installées (Sharp, Brother…).
La Haie-Bertrand est un quartier composé de lotissements pavillonnaires se situant près de la mairie, du centre technique municipal et du parc départemental du Sausset, à un kilomètre environ de la gare de Villepinte  . Il fut réalisé dans le cadre d'une zone d'aménagement concerté et s'est développé au début des années 1980.
Le Vieux Pays est un quartier où se dressent les plus anciennes habitations de la ville, avec les vieux corps de ferme et quelques commerces de proximité. C'est là que sont situés la mairie, l'église romane et l'ancien sanatorium.
Le quartier de l'hôpital et du centre administratif est un quartier pavillonnaire comportant certains équipements publics (hôpital intercommunal Robert-Ballanger, centre administratif, lycée Georges-Brassens, poste centrale) ; il devrait se densifier par la construction de logements sur les terrains de l'ancienne pépinière.
Le Parc de la Noue est un quartier composé d'appartements privés et HLM. C'est l'ensemble de logements collectifs le plus ancien de la ville, aéré de grands jardins dotés d'arbres de haut port et bordé par des rangées de peupliers. Il est situé au centre géographique de la commune, près de l'A104. En face, se trouvent le complexe sportif, avec le stade Georges-Pollet et la piscine municipale, ainsi que le lycée Jean-Rostand.
Les Mousseaux sont un quartier pavillonnaire doté également de petits immeubles d'habitation. Ce quartier datant des années 1970 est principalement composé de lotissements peu onéreux mais fragiles structurellement (comme l'ont montré les divers incendies ayant frappé certains de ces pavillons en 2004). Depuis quelques années, un programme de réhabilitation a permis la construction de nouveaux logements sociaux de type pavillon, après la destruction de petites tours HLM qui surplombaient le quartier au début des années 2000. Il existe aussi des logements privés ou en accession à la propriété, dans cinq immeubles en forme de « pyramides », œuvres du cabinet d'architectes ANPAR, considérés à l'époque de leur construction comme une audace architecturale. Ce quartier des Mousseaux « originel » est aussi appelé par les Villepintois les « OCIL » (du nom de la société immobilière gestionnaire, aujourd'hui appelée Astria).
Le quartier Marie-Laurencin (aussi appelé les « Arcade », du nom groupe immobilier gestionnaire) est le plus récent de la ville, situé près de la maison d'arrêt. Il est composé de petits pavillons et de deux petites barres HLM de trois étages. Bien que géographiquement rattaché (notamment par la présence d'une route commune) au quartier des Mousseaux, il constitue un quartier distinct par sa date de construction et le sentiment d'appartenance de ses habitants.
Au sud des quartiers des Mousseaux et Marie-Laurencin, bordant le boulevard Robert-Ballanger, sont localisés de grands équipements : parc des sports Schwendi-Schoenbürg, lycée Jean-Rostand, collèges Les Mousseaux et Françoise-Dolto, commissariat de police, centre culturel Joseph-Kessel, Espaces V - Roger-Lefort, école hôtelière.

#### Sud
Le Clos-Montceleux est un quartier pavillonnaire situé au sud du boulevard Robert-Ballanger et à l'ouest de la commune. Il a été bâti pendant l'entre-deux-guerres.
La cité-jardins de Bellevue est un quartier essentiellement pavillonnaire en grande partie bâti pendant l'entre-deux-guerres, qui comporte également quelques petits immeubles. Sa trame viaire est organisée en étoile à partir de la place Bellevue.
Le quartier Pasteur est constitué principalement d'immeubles, comprenant des appartements sociaux et privés, construits à la fin des années 1970 et au début des années 1980.
Le quartier de la Fontaine Mallet est composé d'immeubles de logements sociaux et est situé entre le quartier Pasteur et le Vert-Galant. Il fait actuellement l'objet d'une opération de rénovation urbaine : l'achèvement des travaux est prévu pour 2015.
Les quartiers de l'Europe, Trilogie, des Quatre Tours et du Merisier  sont également des ensembles de logements HLM assez défavorisés, situés près de la zone industrielle Louis-Breguet et du centre commercial Auchan.
Le Pré-Galant est un quartier pavillonnaire loti et bâti pendant l'entre-deux-guerres, dont la trame viaire est organisée en étoile et en rues concentriques à partir d'une place centrale (la place Pierre-Bérégovoy). Il prolonge le Vert-Galant.
Le Vert-Galant est un quartier apprécié de la ville. Calme, il dispose néanmoins de nombreux commerces et services marchands de proximité (agences bancaires, etc.) et d'une antenne de la mairie. Il a tendance à se densifier par la construction de petits immeubles d'habitation privés contigus, en lieu et place de pavillons bâtis pendant l'entre-deux-guerres. La gare   fait le lien avec l'autre quartier du Vert-Galant, celui de la ville de Tremblay-en-France. En grande partie recouvert par la forêt jusqu'au début des années 1920, le quartier doit son nom au fait que Henri IV, surnommé le « Vert-Galant », possédait un pavillon de chasse situé sur sa partie tremblaysienne. L'accès au bois de la Tuisson et au parc de la Poudrerie se fait par ce quartier.
Le reste de la ville est composé d'un habitat pavillonnaire.

### Logement
Au recensement du 1er janvier 2012, la commune de Villepinte disposait d'un parc de 12 081 logements, dont 11 480 résidences principales, 61 résidences secondaires ou occasionnelles et 541 logements vacants. Un peu plus de la moitié (51,8 %) sont des maisons individuelles. Compte tenu du caractère récent de l'urbanisation de la ville, seules 4,9 % des résidences principales construites avant 2010 ont été achevées avant 1946 tandis que 72,4 % ont été achevées entre 1946 et 1990 et 22,7 % de 1991 à 2009. En 2012, un total de 52,5 % des ménages villepintois résident dans leur logement depuis 10 ans ou plus.
Le nombre de résidences principales occupées par leur propriétaire est majoritaire. Il a augmenté au cours de ces treize dernières années, passant de 55 % au recensement de 1999 à 59,5 % au recensement de 2012, mais cette proportion est en léger recul depuis 2007. Un 26,5 % des résidences principales sont occupées par des locataires d'un logement HLM loué vide.

### Projets d'aménagement
Le plan local d'urbanisme (PLU) a remplacé l'ancien plan d'occupation des sols (POS) en 2012. Un questionnaire distribué aux habitants de la ville au cours de l'année 2010 a permis de recueillir l'avis de ceux qui l'ont renseigné sur un certain nombre de préoccupations et d'objectifs.
La question de la rénovation et de la « résidentialisation » des quartiers d'habitat social dégradés fait l'objet d'actions particulières. Cela concerne notamment le quartier de la Fontaine-Mallet et celui du Parc de la Noue.
Le « quartier de la Fontaine-Mallet » est l'objet d'une rénovation urbaine, notamment en association avec l'Agence nationale pour la rénovation urbaine (ANRU), visant à le transformer et à en changer l'image pour permettre à chaque résident de pouvoir être satisfait de son cadre de vie et de son logement. Les principaux objectifs du programme consistent à restructurer le quartier par la création d’une trame viaire et le réaménagement de voies existantes, contribuant ainsi à mieux le relier au reste de la ville. La démolition de plusieurs bâtiments participe à cette restructuration urbaine. La libération de ce foncier permet la reconstruction de logements collectifs et individuels, à usage social ou libre, et offre ainsi une transition avec l’environnement pavillonnaire existant, tout en participant à diversifier et valoriser l’offre en habitat. Le cadre de vie des résidents doit être amélioré par la réhabilitation des parties tant privatives que collectives des bâtiments conservés puis par leur « résidentialisation ». L'achèvement de la rénovation urbaine est prévu pour 2015.
Une étude portant sur le quartier du Parc de la Noue est en cours. Son lancement a été décidé par un vote unanime du conseil municipal du 29 septembre 2010. Cet ensemble de 757 logements sociaux répartis en 15 bâtiments a été construit pendant les années 1960 ; les appartements ont été mis en copropriété en 1985. Il est en cours de dégradation, tant du point de vue des bâtiments que des espaces extérieurs, et de paupérisation. Le désenclavement du quartier, qui n'était accessible par voie routière que depuis l'avenue du Maréchal-de-Lattre-de-Tassigny, est effectif depuis juillet 2015 par l'ouverture d'un tronçon de rue qui relie l’avenue du Président Kennedy au boulevard Robert-Ballanger. En outre, il est prévu de construire un centre de loisirs pour adolescents, une maison des familles et de nouveaux locaux pour la police municipale.
Par ailleurs, sur d'anciens terrains agricoles (pépinière) situés au nord du boulevard Robert-Ballanger, entre l'hôpital et le lycée Georges-Brassens, une ZAC de 13,8 ha comportant la construction de 380 logements avait été créée à l'initiative de la municipalité de Martine Valleton. Le projet de ZAC de la Pépinière a été révisé par la municipalité de Nelly Roland-Iriberry et s'étendra aussi, au sud du boulevard, sur l'ancien stade des Peupliers. Il est aujourd'hui prévu d'y réaliser un écoquartier s'inscrivant dans le cadre d'une « trame verte ». Le projet sera conduit par l'agence Grand Paris Aménagement (ex-AFTRP). Il est prévu de construire environ 700 logements (dont 9 % de logements sociaux locatifs, 13 % de logements en accession sociale à la propriété et une résidence pour personnes âgées de 100 à 120 personnes), 2 400 m2 de commerces et de services, un groupe scolaire de 7 à 10 classes, ainsi que 5,3 ha d'espaces verts comportant notamment un boulodrome, une aire de jeux, une plaine de jeux et un terrain multisports. Les travaux devraient démarrer en 2017, les premiers logements être livrés en 2019 et le quartier achevé en 2021.
La commune devrait bénéficier, en termes d'emplois et d'attractivité, des grands projets d'aménagement du pôle de Roissy prévus, de façon concertée, par l'État, la région d'Île-de-France, le département de la Seine-Saint-Denis, l'établissement public d'aménagement de la Plaine de France et la communauté d'agglomération Terres de France. En effet, le parc d'activités Paris-Nord 2 devrait doubler la superficie de ses bureaux et activités par densification et restructuration des constructions, notamment aux abords de la gare RER du Parc des Expositions. Celle-ci devrait devenir un pôle d'échanges, avec la création d'une ligne de métro automatique de rocade envisagée dans le projet du Grand Paris. L'agence Grand Paris Aménagement (ex-AFTRP) est chargée d'aménager la zone d'aménagement concerté de 198 ha, essentiellement sur le territoire de la commune voisine de Tremblay-en-France. Elle devrait comporter un parc d'activités dit « Aerolians Paris » consacré aux activités de haute technologie, à la formation et à la recherche, aux activités d'import-export avec l'Asie (Paris Asia Business Center, sur 25 ha, dont le chantier est en cours) et une extension du parc des expositions de Paris-Nord Villepinte sur 71 ha (nouveaux halls d'expositions, hôtels, future Cité de l'Exposition et de la Communication d'une superficie de 80 000 à 100 000 m2).
Une ligne de bus à haut niveau de service (BHNS), la ligne 20, transport en commun en site propre, a été mise en service en novembre 2016, reliant la gare de Villiers-le-Bel   à la gare du Parc des Expositions  . Elle dessert le parc d'affaires Paris-Nord 2 sur 2,4 km. La gare du Parc des Expositions devrait être connectée à une nouvelle branche de la ligne D du RER, dite « barreau de Gonesse », à l'horizon 2020 et à la ligne 17 du métro, à l'horizon 2027, dans le cadre du Grand Paris Express, améliorant la desserte des zones d'activités du nord de la ville.

## Toponymie
Le lieu est mentionné sous la forme Villa picta dans un acte d'Hilduin, l'abbé de Saint-Denis, daté du 22 janvier 832 et partageant les biens de l'abbaye entre l'abbé et les moines, puis dans la charte de Charles le Chauve du 19 septembre 862, confirmant le nouveau partage de l'abbé Louis qui reprenait celui d'Hilduin,.
Il s'agit d'une formation médiévale en Ville- au sens ancien de « village ». Le deuxième élément est vraisemblablement l'ancien français peinte, du verbe peindre, qui évoque les différentes couleurs des édifices,.
Homonymie avec Pithienville (Eure, Peintevilla vers 1165, Pintevilla 1392), caractéristique du mode de composition inverse.

## Histoire

### Un ancien village du Pays de France
Situé au cœur de la plaine céréalière du pays de France, au nord-est de Paris, le territoire de la commune semble avoir été peuplé dès le néolithique (des outils en silex de cette période ont été découverts voie des Prés). Durant l'antiquité, le lieu est habité par la tribu gauloise des Parisii, ceci jusqu'à la conquête romaine du Ier siècle av. J.-C., comme en témoignent les multiples tessons de céramique datant de la Tène finale découverts en prospection. Des fouilles ont mis au jour un puits datant du Haut Empire, attestant de l'occupation du site à l'époque gallo-romaine. Dès le IXe siècle, Villa picta est signalée comme possession de la puissante abbaye de Saint-Denis, après que les terres lui ont été cédées par l'empereur Louis le Pieux, vers 830. Le roi Robert II le Pieux ayant renoncé en 1008 aux droits de justice qu'il y détient, elle est constituée en châtellenie, territoire sur lequel le seigneur châtelain, en l'occurrence l'abbé de Saint-Denis, possède un château et où il exerce son pouvoir de commandement, de police et de justice. En effet, une demeure fortifiée édifiée par les abbés est attestée en 1387. Elle sert alors de lieu de résidence pour les abbés, lorsqu'ils viennent sur leur domaine de Villepinte. Cependant, c'est la famille Le Bouteiller de Senlis qui possède la seigneurie de Villepinte de 1099 jusqu'au XIIIe siècle, avant de la revendre en 1281 à l'abbaye, qui agrandit alors son domaine. La famille de Pomponne possède aussi un fief à Villepinte que Renaud de Pomponne et sa femme, Marguerite, cèdent également à l'abbaye en 1283. À l'origine, le petit village, implanté près du ru du Sausset, est rattaché à la paroisse Saint-Médard de Tremblay, mais l'essor démographique du XIIIe siècle conduit à la création de la paroisse de Villepinte en 1279. La chapelle du château est alors érigée en église paroissiale et titrée de la Vierge (Notre-Dame-de-l'Assomption), la nomination du curé relevant de l'abbaye de Saint-Denis.
Alors qu'au Moyen Âge, Villepinte, comme les paroisses voisines, est constituée de dizaines de petites seigneuries, un mouvement de concentration des terres conduit progressivement, du début du XIVe siècle au milieu du XVIe siècle, à la mainmise de la propriété par cinq gros bourgeois de Paris et de Saint-Denis, cependant que plusieurs dizaines de paysans ne disposent que de petites tenures. L'abbaye de Saint-Denis, qui a achevé de récupérer son patrimoine de Villepinte en 1317, concède elle-même, à partir du  XIVe siècle, une partie de ses terres sous forme de fiefs à des seigneurs laïcs. C'est ainsi qu'au XVIIe siècle, la famille Bignon possède le plus grand domaine de Villepinte. Par ailleurs, sur la réserve seigneuriale de l'abbaye, des paysans assurent l'exploitation des terres moyennant le paiement d'un fermage. Mais, y compris sur ces terres, un mouvement de concentration a lieu à partir du XVIe siècle et se renforce entre 1680 et 1750 : de ce fait, il se crée des dynasties de gros fermiers laboureurs, dont les Afforty sont un des prototypes à Villepinte. Certains d'entre eux peuvent même détenir plusieurs corps de ferme. À la veille de la Révolution, la paroisse offre donc une image contrastée, caractéristique du pays de France : un riche espace agricole au nord, où coexistent de gros exploitants et de petits cultivateurs, des grands propriétaires fonciers (bourgeois parisiens ou Église) et des petits propriétaires, voire des paysans sans terre, ouvriers agricoles ; un espace forestier au sud, domaine des chasses seigneuriales (Bignon et le duc d'Orléans, propriétaire du château du Raincy, y possèdent des droits de chasse). Des hordes de loups habitent les bois et, depuis le Moyen Âge, des battues sont organisées par les gardes forestiers, aidés par les villageois.
À la veille de la Révolution, les cahiers de doléances de Villepinte attestent des préoccupations des habitants : exaspération contre le cumul des tenures par les gros laboureurs, désordres sur les terres liés au droit de chasse, lutte contre les loups, lourdeur de la fiscalité… La Révolution est l'occasion de transferts de propriétés, par le biais de la vente des biens nationaux, au profit d'acquéreurs bourgeois ou banquiers parisiens (tel Jean Girardot de Marigny) ou d'anciens officiers royaux (tel Jean-Baptiste Chartier de Beaulieu, ancien secrétaire du Roi auprès du Conseil supérieur d'Artois, fermier de Savigny à Aulnay-lès-Bondy de 1760 à 1783), mais aussi d'une augmentation du nombre de petits et moyens propriétaires. Elle permet également aux gros fermiers laboureurs d'asseoir leur pouvoir politique local. Ainsi, Pierre Afforty, qui cultive les terres seigneuriales du château, est l'un des six fermiers du royaume députés du Tiers état aux États généraux et à l'Assemblée constituante de 1789 à 1791. La famille Masson, qui tient la ferme du Marais au XVIIIe siècle, donnera deux maires à Villepinte au cours du XIXe siècle.

### Du château au sanatorium

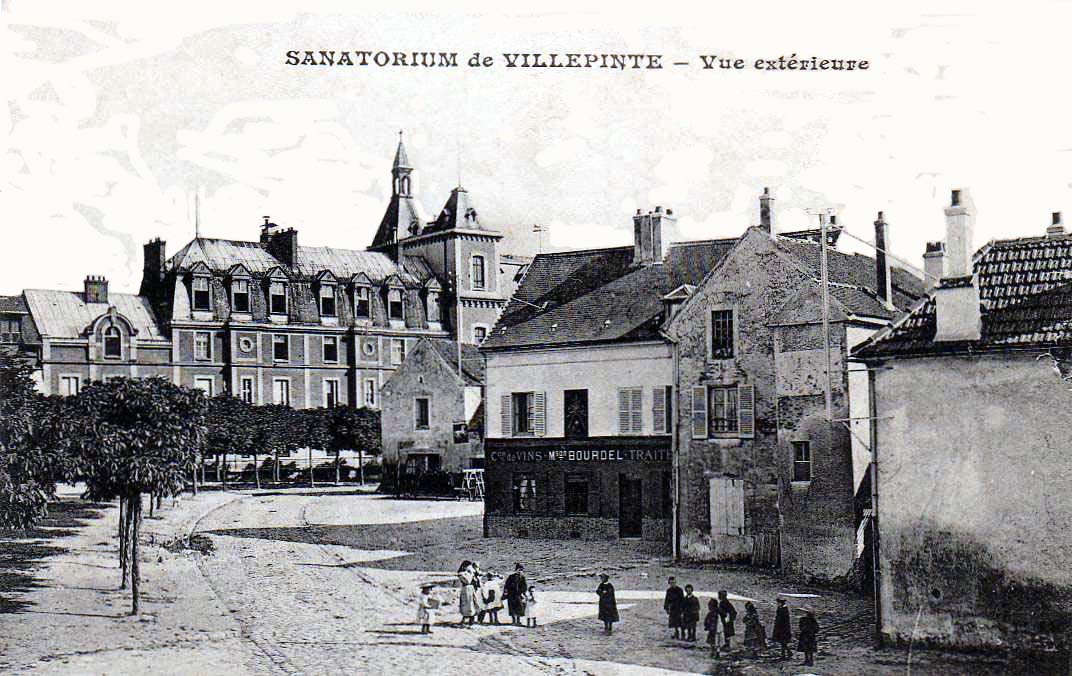
Sanatorium de Villepinte - Vue extérieure.

Le Château rouge, aujourd'hui établissement hospitalier.

Au XVIIe siècle, la commune sert de lieu de résidence « à la campagne » pour la famille Bignon, de riches bourgeois parisiens. En 1652, Jérôme Bignon (1627-1697), avocat général au Parlement de Paris, conseiller d'État et grand maître de la Bibliothèque du roi, rachète des fiefs et des maisons aux héritiers de Jean de Flesselles (†1649), secrétaire du Conseil d'État et président de la Chambre des comptes de Paris. Parmi ces biens, le château qu'il habite aurait été construit vers 1640. C'est une demeure de style Louis XIII, composée de trois bâtiments. Elle porte le nom de « château Bignon » jusqu'à la Révolution. En 1790, Armand-Jérôme, fils Jérôme-Frédéric Bignon, vend le domaine, et le château est désormais simplement appelé château de Villepinte, puis le « château rouge », en raison de l'enduit gravé et peint dont sont revêtues les fausses briques des façades des étages.
La propriété, soit le château entouré d'un parc de 11 hectares, est acquise en 1881 par les religieuses de Sainte-Marie-Auxiliatrice, qui en font aussitôt un « hospice » destiné à accueillir des jeunes filles atteintes de phtisie (tuberculose pulmonaire), l'Asile Sainte-Marie. En effet, Villepinte a alors la réputation d'être « un petit village où l'air est très pur, l'horizon très vaste et le silence très profond », selon les mots rapportés par le docteur Lefèvre, médecin à Livry, qui fait partie des initiateurs du projet de sanatorium, où une ébauche en avait été faite en 1877 dans des locaux devenus rapidement trop étroits. Car il s'agit bien d'un sanatorium, le premier véritable hôpital de phtisiques en France. Le sanatorium est agrandi en 1886 par la construction du « pavillon des Tourelles » et un jardin d'hiver est aménagé en 1888, directement relié au château. Un nouveau bâtiment est édifié de 1890 à 1892 dans le prolongement du vieux château et du pavillon des Tourelles, puis un nouveau pavillon doté d'un laboratoire de bactériologie en 1896. Le sanatorium de Villepinte est alors à la pointe des thérapies contre la tuberculose. L'aile du château donnant sur le parc, jugée trop vétuste, est détruite en 1907 pour laisser la place à un nouveau pavillon.
La Première Guerre mondiale faillit mettre fin à l'activité du sanatorium, provisoirement fermé en 1914, alors que les Allemands sont à quelques kilomètres de Villepinte. Mais l'activité reprend dès 1915 et reçoit le concours financier de la fondation Rockefeller et matériel de la Croix-Rouge américaine en 1918. En 1920, le sanatorium s'agrandit par l'acquisition d'un imposant bâtiment situé à proximité, appelé communément « Château Picpus ». Il avait été construit en 1840 pour héberger les séminaristes de la Congrégation des Sacré-Cœurs de Jésus et de Marie, mais avait dû fermer après la loi de 1904 interdisant et dissolvant les congrégations enseignantes. C'est ainsi qu'est ouvert le pavillon Saint-Louis en 1922. Les progrès médicaux contre la tuberculose rendent le sanatorium de moins en moins nécessaire après la Seconde Guerre mondiale. Le nombre de malades accueillis ne cessant de diminuer, le pavillon Saint-Louis est fermé en 1971, puis démoli entre 1981 et 1984, remplacé par de petits pavillons destinés à accueillir des adolescents et adultes, déficients intellectuels profonds. À partir de 1981, le pavillon Sainte-Marie est reconverti, accueillant des lits consacrés à la cancérologie et aux cures médicales.
Mais le « château rouge » ne fut pas le seul de la commune. L'existence du château de la Citole est mentionnée dans un chartrier du XVIIe siècle, mais on ne sait pas précisément quand il a été construit. Au siècle suivant, il est occupé par la fille d'Armand-Jérôme Bignon, seconde épouse d'Armand Thomas Hue de Miromesnil, président du parlement de Normandie, et sa suite. Puis, le lieutenant-général Dumas, homme politique de différents régimes, de la Révolution à la monarchie de Juillet, fait comte d'Empire, possède le château, qui est pour lui une résidence à la campagne. Du début du XIXe siècle à 1857, date de sa démolition, le château est habité tout au long de l’année par sa famille, puis par celle de son fils, le comte Christian Dumas, lui aussi lieutenant-général et homme politique, aide de camp du roi Louis-Philippe 1er, et leurs domestiques. En 1859, Jules Doazan, un riche bourgeois exerçant la profession d’agent de change à Paris, fait construire l’actuelle villa de la Citole. Il souhaite profiter de la campagne et de l’air pur, tout en restant proche de la capitale. Tout au long du XXe siècle, de riches propriétaires se succèdent dont  Félix Houphouët-Boigny, qui occupe la Citole de 1952 à 1957 et qui deviendra plus tard le premier président de la Côte d'Ivoire de 1960 à 1993.

### Villepinte face aux guerres
Village tranquille, Villepinte a néanmoins subi les aléas des guerres civiles et des conflits internationaux qui ont affecté l'Île-de-France. Pendant la Fronde des Princes (1650-1653), Charles IV, duc de Lorraine, sollicité par le duc d'Orléans, arrive en pays de France avec son armée en 1652 et y séjourne pendant quelques mois. Alors que ses soldats se livrent à des pillages et à des persécutions qui font s'enfuir les habitants des villages avoisinants, ceux de Villepinte souffrent moins dans la mesure où Charles IV de Lorraine y a installé son camp.
Au cours du XIXe siècle, la commune subit à plusieurs reprises l'occupation des armées étrangères. C'est le cas lors de la campagne de France, en 1814, au cours de laquelle le maréchal prussien Blücher, commandant l'armée de Silésie, y établit son quartier général après que l'infanterie russe du comte Vorontsov eut occupé le village, les grand-gardes du général français Compans qui tenaient encore au Vert-Galant en tiraillant contre les avant-postes des troupes ennemies ayant dû battre en retraite et se replier sur Paris par la forêt de Bondy. Le 30 mars, les armées coalisées quittent Villepinte pour marcher sur Paris qui capitule le 1er avril, mettant une première fois fin au Premier Empire. Après les Cent-Jours et la défaite de Napoléon Ier à Waterloo, plus de 4 000 soldats prussiens avec leurs 953 chevaux et huit cavaliers anglais séjournent à Villepinte de la fin du mois de juin au milieu du mois d'octobre 1815, laissant un souvenir amer aux habitants. L'état-major des troupes prussiennes réside dans le château de la Citole, alors propriété du lieutenant-général Dumas. C'est sans doute ce souvenir amer qui explique qu'à l'approche des armées prussiennes, en 1870, répondant à l'appel du sous-préfet de Pontoise, relayé par le maire, la plupart des habitants se sont retirés à Paris et les hommes ont ensuite servi dans la Garde nationale. L'occupation du village et de ses terres dure un an, de septembre 1870 à septembre 1871.

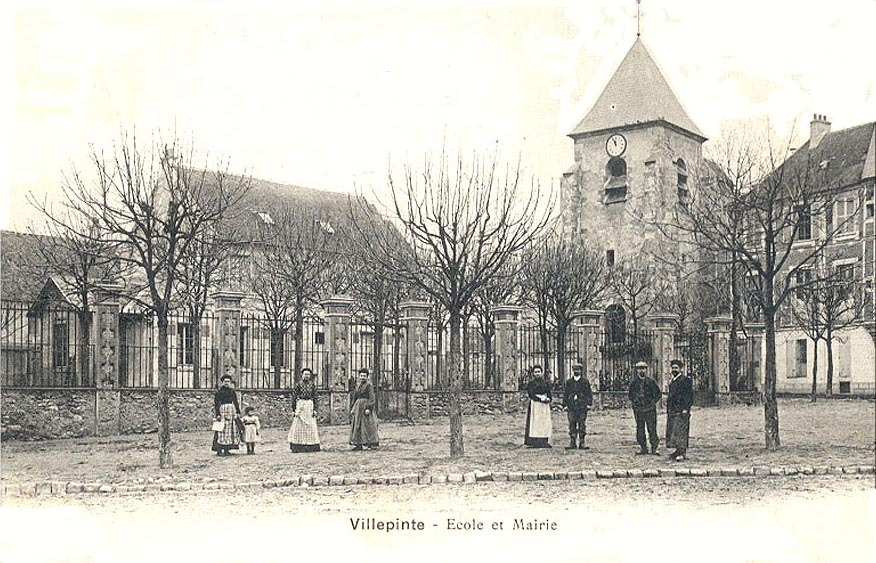
Villepinte - école et mairie.

Le territoire de Villepinte est épargné pendant la Première Guerre mondiale, malgré l'approche des troupes allemandes, grâce à la victoire des forces françaises lors de la bataille de la Marne ; cependant, le manque de bras dans les six grandes fermes de la commune les conduit à employer de nombreux ouvriers agricoles belges, et le « château Picpus » est transformé en hôpital de guerre temporaire, sur ordre du ministère de la Guerre, pour y soigner les soldats gazés sur le front.
Tel n'est pas le cas, en revanche, pendant la Seconde Guerre mondiale. Les troupes allemandes de la dix-huitième armée arrivent dans la commune le 13 juin 1940, auxquelles résistent les soldats de la 1re compagnie du 24e bataillon de chasseurs alpins : des combats ont lieu au niveau de la gare du Vert-Galant. En guise de représailles, quinze civils pris en otage par les Allemands sont exécutés le 14 juin 1940 au petit matin. L'hôpital intercommunal, dont la construction vient de s'achever en 1939, est réquisitionné par les troupes d'occupation allemandes en juillet 1940 pour en faire une des plus grandes casernes de la région parisienne. Elles ajoutent même plusieurs blockhaus autour du bâtiment central. Le 26 octobre 1942, trente-six membres de la communauté juive de Villepinte, installée depuis les années 1930 dans les lotissements du Clos-Montceleux et du Vert-Galant, sont arrêtés en même temps que cinquante autres Juifs des communes d'Aulnay-sous-Bois, Sevran et Livry-Gargan, et rassemblés à l'école Victor-Hugo de Sevran. Trois jours plus tard, ils sont emmenés à Drancy, puis ils sont déportés au camp d'Auschwitz par le convoi du 11 novembre 1942.
Aucun n'en est revenu. De violents bombardements alliés ont lieu en juin 1944, suivis d'actions de résistance menées par un groupe de FTPF le 18 août, puis de combats contre les troupes allemandes les 28 et 29 août. La ville est alors libérée par les alliés anglo-américains et par les FFI. Les troupes américaines remplacent les militaires allemands dans l'hôpital jusqu'en 1946. Nommé par délégation spéciale en 1941, le maire, Albert Dauvergne, est réélu en 1945.
Alors qu'il a été décoré de la Légion d'honneur pour des actes de résistance, un rapport exhumé en 2013 sur l'arrestation de juifs à Villepinte en 1942 jette un doute sur son passé.

### L'urbanisation de Villepinte
Villepinte n'est encore qu'un village, chef-lieu d'une commune rurale, agricole et forestière au lendemain de la Première Guerre mondiale. Le sud de la commune a néanmoins déjà été transformé au XIXe siècle par le percement du canal de dérivation de l'Ourcq (1808-1813), destiné à la navigation et à l'alimentation en eau potable de la ville de Paris, la construction de la ligne de chemin de fer de Paris à Soissons (1860-1862), dont le tracé est parallèle au canal sur les territoires de Sevran, Villepinte et Tremblay, et l'aménagement en 1873 par l'armée de la partie nord de la forêt de Bondy en poudrerie nationale, celle de Sevran-Livry. Les premiers lotissements pavillonnaires (Vert-Galant, issu du partage du domaine du Vert-Galant par douze sociétés, cité-jardins de Bellevue, Clos de Montceleux) sont construits au début des années 1920, au nord de l'arrêt de la ligne des chemins de fer du Nord allant de Paris à Soissons, dénommé Vert-Galant : ainsi, 7 % de la superficie de la commune sont lotis entre 1920 et 1930.
En concertation avec la Compagnie des chemins de fer du Nord, la municipalité finance intégralement, au moyen d'un emprunt sur trente ans, la construction d'une gare, à l'architecture Art déco, pour remplacer la halte. Elle est inaugurée en 1929. Dans un premier temps, cette urbanisation confère au sud de la commune un caractère hétéroclite, mélange de terrains en friches, de cabanes, de villas isolées, de jardins. Elle entraîne un premier afflux de population, qui passe de 639 habitants en 1921 à 3 137 habitants en 1931. Leur installation s'effectue souvent dans des conditions difficiles (il faut de longues négociations pour obtenir l'électrification), ce qui a un impact sur la vie politique de la commune : ainsi, les Villepintois élisent pour la première fois une municipalité communiste en 1932. Cependant, peu à peu, la ville se dote des équipements de proximité (écoles, commerces, etc.) et les lotissements se densifient. L'hôpital intercommunal d'Aulnay-sous-Bois, Sevran, Villepinte et Tremblay-lès-Gonesse est construit en pleins champs de 1934 à 1939 sur des terrains cédés par la famille Dauvergne. Mais il est transformé en caserne par les forces d'occupation allemandes, et utilisé comme telle par les troupes américaines de 1944 à 1946. Il faut donc effectuer de grands travaux de réaménagement avant qu'il n'ouvre enfin ses services au public, en 1955.
La ville connaît une deuxième grande mutation à partir de 1960, avec la construction sur des terrains jusqu'alors agricoles d'une zone à urbaniser en priorité (ZUP) de 461 hectares, créée par arrêt ministériel sur le territoire de plusieurs communes (Aulnay-sous-Bois, Sevran, Tremblay-en-France, Villepinte), dont le grand ensemble du Parc de la Noue est le premier quartier dans la commune. Il était prévu de construire 3 000 logements et une zone industrielle de 23 ha à Villepinte. La ZUP est ensuite transformée en zone d'aménagement concerté (ZAC) dont la réalisation est confiée à une société d'économie mixte, la société d'aménagement économique et social (SAES). D'autres ZAC sont ensuite réalisées. Ainsi sont bâtis, pendant les années 1970 et le début des années 1980, les quartiers de la Fontaine-Mallet, des Mousseaux (Ocil), de la Haie-Bertrand, de l'Europe et Pasteur.
Enfin, l'édification du parc des expositions et du centre de conventions de Paris-Nord-Villepinte, inauguré en 1982, qui dispose aujourd'hui de 246 000 m2 de surface d'exposition, et du parc d'activités Paris-Nord 2, qui s'étend sur le territoire de quatre communes (Villepinte, Tremblay-en-France, Roissy-en-France et Gonesse), bouleverse la physionomie de la ville en en faisant un pôle d'emplois et en suscitant le développement d'une activité d'hôtellerie (dont une école hôtelière). De nouvelles zones de logements sont construites, ainsi que la maison d'arrêt et de nombreux équipements (sportifs, culturels et éducatifs ; nouveau commissariat de police, etc.). Toutefois, l'usure et la dégradation physique et sociale de certains quartiers d'habitat collectif posent désormais la question de la rénovation urbaine. Par ailleurs, les différentes municipalités ne sont pas encore parvenues à créer un véritable centre urbain, offrant en particulier des commerces et des services de proximité, à une commune étendue, composée d'unités disparates.

## Politique et administration

### Rattachements administratifs et électoraux
Jusqu’à la loi du 10 juillet 1964, la commune faisait partie du département de Seine-et-Oise et de l'arrondissement de Pontoise. Le redécoupage des anciens départements de la Seine et de Seine-et-Oise fait que la commune appartient désormais à la Seine-Saint-Denis après un transfert administratif effectif le 1er janvier 1968.
Villepinte fait partie de la 11e circonscription législative de la Seine-Saint-Denis.
Elle formait à elle seule, de 1976 à 2015, le canton de Villepinte. Le décret no 2014-217 du 21 février 2014 portant délimitation des cantons dans le département de la Seine-Saint-Denis la rattache, à partir des élections départementales de mars 2015, au nouveau canton de Sevran.
La commune dépend du tribunal de grande instance de Bobigny et du tribunal d'instance d'Aulnay-sous-Bois.
La maison d'arrêt de la Seine-Saint-Denis est installée au lieu-dit les Fossettes depuis 1991. D'une capacité de 588 places, elle comporte un quartier pour hommes majeurs et un quartier pour mineurs.
Villepinte est membre de l'établissement public d'aménagement de la Plaine de France.

### Intercommunalités
Communauté d'agglomération Terres de France
La commune était membre de la communauté d'agglomération Terres de France (CATF) depuis sa création, en 2010, jusqu'à sa dissolution, le 31 décembre 2015, et abritait son siège, situé dans le parc d'activités Paris-Nord 2. Il s'agissait d'un établissement public de coopération intercommunale à fiscalité propre.
- La CATF disposait de compétences obligatoires, définies par loi, en matière d'aménagement communautaire (Schéma de cohérence territoriale, organisation des transports urbains – la fréquence des lignes de bus CIF 15, 39, 43 et T'Bus a ainsi été effectuée à la suite de décisions communautaires –, zones d'aménagement concerté communautaires, comme Aérolians Paris, parc d'activités de 200 hectares dont l'aménagement commence à Tremblay-en-France, etc.), de développement économique communautaire et de politique d'habitat et de logement d'intérêt communautaire (dont le Programme local de l'habitat), dispositifs de la politique de la ville d'intérêt communautaire).
- La CATF avait choisi d'exercer certaines compétences dites optionnelles : voirie d'intérêt communautaire, parcs de stationnement des pôles gares, équipements culturels et sportifs d'intérêt communautaire, mise en place d'un Observatoire d'action sociale d'intérêt communautaire.
- La CATF avait également choisi d'exercer certaines compétences dites facultatives : réseaux de chaleur, création et gestion d'un cimetière intercommunal, organisation, soutien et financements d'activités artistiques, culturelles, sportives et de loisirs (par exemple, l'accueil en résidence de l'orchestre symphonique Divertimento au cours des saisons 2011-2012 et 2012-2013).

Un taux de fiscalité économique unique (le taux de la contribution économique territoriale) avait été mis en place à partir du 1er janvier 2012 dans les trois communes de l'agglomération. Un mécanisme de péréquation financière permettait ainsi d'exercer une solidarité en faveur des communes dont le potentiel fiscal par habitant est le moins élevé. Si Sevran en était la principale bénéficiaire, Villepinte recevait aussi des sommes qui sont versées par la commune de Tremblay-en-France, sur laquelle est implanté l'aéroport Charles-de-Gaulle, importante source de revenus.
La loi instaurant la métropole du Grand Paris a conduit à la dissolution de la communauté d'agglomération le 31 décembre 2015.
Métropole du Grand Paris et établissement public territorial Paris Terres d'Envol
Dans le cadre de la mise en œuvre de la volonté gouvernementale de favoriser le développement du centre de l'agglomération parisienne comme pôle mondial est créée, le 1er janvier 2016, la métropole du Grand Paris (MGP), à laquelle la commune a été intégrée.
La loi portant nouvelle organisation territoriale de la République du 7 août 2015 (loi NOTRe) prévoit également la création le 1er janvier 2016 d'établissements publics territoriaux (EPT), qui regroupent l'ensemble des communes de la métropole à l'exception de Paris, et assurent des fonctions de proximité en matière de politique de la ville, d'équipements culturels, socioculturels, socio-éducatifs et sportifs, d'eau et assainissement, de gestion des déchets ménagers et d'action sociale, et exerçant également les compétences que les communes avaient transférées aux intercommunalités supprimées.
Villepinte fait donc partie depuis le 1er janvier 2016 de l'établissement public territorial Paris Terres d'Envol, créé par un décret du 11 décembre 2015 et qui regroupe les cinq communes adhérant au SEAPFA (dont les trois communes membres de Terres de France) ainsi que les trois communes qui faisaient partie de la communauté d'agglomération de l'aéroport du Bourget.
Autres structures intercommunales
La commune de Villepinte est membre de plusieurs syndicats intercommunaux à vocation unique : Syndicat pour la restauration collective (SYREC), Syndicat intercommunal pour le gaz et l'électricité en Île-de-France (SIGGEIF), Syndicat funéraire de la région parisienne (SIFUREP), Syndicat intercommunal de la périphérie de Paris pour l'électricité et les réseaux de communication (SIPPEREC) et Syndicat intercommunal pour l'alimentation en eau potable de Tremblay - Claye-Souilly (SIAEP).
La commune appartient également au syndicat mixte d'études ouvert Paris Métropole.
La commune de Villepinte est membre du Syndicat d'équipement et d'aménagement des Pays de France et de l'Aulnoye, le SEAPFA, à l'origine syndicat intercommunal à vocations multiples créé en 1971, dont elle abrite le siège, devenu syndicat mixte à la carte en 1992. Il s'agit, là, d'une longue expérience de coopération intercommunale qui a favorisé la création de la communauté d'agglomération Terres de France. C'est, d'ailleurs, par convention avec celle-ci que le SEAPFA a réalisé l'aménagement du pôle d'échanges et de stationnement de la gare du Vert-Galant, gère la collecte des déchets, aménage le réseau des pistes cyclables, a aménagé et gère le cimetière intercommunal, situé à Tremblay-en-France. Le SEAPFA a également aménagé la passerelle pour piétons et vélos qui enjambe, depuis 2006, l'autoroute A 104, facilitant ainsi les circulations douces depuis le quartier Marie Laurencin vers le parc des sports et les grands équipements en bordure du boulevard Robert-Ballanger (Espaces V-Roger-Lefort, centre culturel Joseph-Kessel, collèges, commissariat de police).

### Tendances politiques et résultats

#### Élections municipales
La vie politique municipale de Villepinte avait été marquée par la domination des familles de gros fermiers laboureurs, Albert Dauvergne (maire de 1926 à 1932, puis de 1941 à 1968) étant le dernier d'entre eux. Toutefois, la rapide urbanisation de la commune a entraîné des changements sociologiques qui ont conduit à l'élection, pour la première fois en 1932, d'une municipalité dirigée par un communiste, Émile Dambel. En 1939, le mandat de celui-ci fut écourté par la décision du gouvernement d'interdire le PCF et de retirer leurs fonctions aux élus communistes, après la position prise par ce parti au début de la Seconde Guerre mondiale, en relation avec la signature du pacte germano-soviétique.
La nouvelle phase d'urbanisation a provoqué un apport considérable de population qui s'est accompagné d'une modification de la sociologie électorale et, depuis le milieu des années 1970, d'une série d'alternances politiques à la tête de la municipalité entre la droite et la gauche. Si, en général, les électeurs votent plutôt en faveur de la gauche aux élections nationales (présidentielles et législatives) et régionales, les élections locales sont, en revanche, plus disputées.
Un événement avait marqué les élections municipales de mars 1983. Une fraude électorale, concernant trois bureaux de vote, avait été orchestrée dans le bureau centralisateur par le maire sortant, Ange Baraglioli (PCF), ce qui lui avait permis de se maintenir en place avec une nouvelle équipe municipale jusqu'à ce que le Conseil d'État, confirmant la décision du Tribunal administratif de Pontoise, non seulement invalide cette élection le 27 janvier 1984, mais surtout inverse les résultats en faveur de la liste conduite par M. Roger Lefort (RPR), conformément au vote exprimé par les électeurs et récapitulé dans les bureaux de vote locaux. Cette affaire est désormais considérée comme une jurisprudence du Conseil d'État en matière de contentieux électoral.
À l'issue des élections municipales des 9 et 16 mars 2008, la liste d'union de la gauche conduite par Mme Nelly Roland (divers gauche, app. PCF), alors conseillère générale du canton de Villepinte, l'avait emporté de peu, au second tour, sur celle conduite par le maire sortant, Martine Valleton (UMP) : 5 135 voix (soit 50,31 % des suffrages exprimés), contre 5 072 (49,69 %), la participation ayant été de 59,05 %.
Lors des élections municipales de 2014, la liste de la droite et du centre conduite par Martine Valleton, qui avait ravi son siège de conseillère générale à Nelly Roland en 2011, l'emporte largement sur celle conduite par cette dernière au second tour d'un scrutin marqué par une baisse de dix points du pourcentage de participation par rapport à 2008.

#### Autres élections
Le premier tour des élections législatives de juin 2012 oppose des candidats très bien implantés localement, notamment des édiles des trois communes de la circonscription : le député sortant, François Asensi (FG), maire de Tremblay-en-France, qui obtient 35,65 % des suffrages exprimés dans la commune de Villepinte, le maire de Sevran, Stéphane Gatignon (EELV, soutenu par le Parti socialiste), qui arrive en deuxième position avec 25,23 % des voix, et la conseillère générale et ancienne maire de Villepinte, Martine Valleton (UMP), troisième avec 18,07 %. Au second tour, François Asensi est seul en lice, donc réélu, Stéphane Gatignon s'étant désisté en sa faveur et Martine Valleton n'ayant pas obtenu les suffrages d'une proportion suffisante des inscrits pour se présenter. Le taux de participation s'effondre (32,88 %).
Lors des élections européennes du 25 mai 2014, l'abstention atteint 77,0 % à Villepinte. La liste du Front national, conduite par Aymeric Chauprade, arrive en tête avec 26,42 % des suffrages exprimés, devant celles de l'UMP, conduite par Alain Lamassoure (19,62 %), du Parti socialiste, conduite par Pervenche Bérès (11,72 %), du Front de gauche, conduite par Patrick Le Hyaric (10,29 %), de l'UDI et du MoDem, conduite par Marielle de Sarnez (7,26 %), et celle d'Europe Écologie Les Verts, conduite par Pascal Durand (5,88 %).
Lors des élections départementales de mars 2015, le binôme composé de Martine Valleton (UMP) et Yvon Kergoat (MoDem) arrive en tête au premier tour de scrutin à Villepinte avec 40,85 % des suffrages exprimés, devant le binôme formé par Jean-François Baillon (EELV) et Mélissa Youssouf (PS) (21,29 %), le binôme du FN formé par Charles Iguedlane et Atika Keddouhi (20,59 %), le binôme formé par Clémentine Autain (FG-Ensemble) et Sébastien Bastaraud (PCF) (13,72 %), le binôme formé par Agnès Froment (divers droite) et Fabrice Scagni (UDI) (2,76 %) et le binôme du MRC formé par Sylvie Chevrier et Daniel Kpode (0,80 %). Le taux d'abstention atteint 67,53 %. Au second tour, le binôme formé par Martine Valleton et Yvon Kergoat l'emporte de 31 voix seulement sur le binôme EELV-PS dans le canton de Sevran, mais le devance largement à Villepinte, avec 60,27 % des voix. Le taux d'abstention est de 67,32 %.
Aux élections régionales de décembre 2015, la liste d'union de la droite et du centre conduite par Valérie Pécresse (LR) à l'échelle de l'Île-de-France arrive en tête au premier tour à Villepinte, avec 27,25 % des suffrages exprimés, devant celle du parti socialiste et de ses alliés conduite par Claude Bartolone, qui obtient 25,92 % des voix et celle du Front national, conduite par Wallerand de Saint-Just (23,74 %), puis celles du Front de gauche, conduite par Pierre Laurent (8,67 %), d'Europe Écologie - Les Verts, conduite par Emmanuelle Cosse (4,31 %), de Debout la France, conduite par Nicolas Dupont-Aignan (3,31 %) et de Lutte ouvrière, conduite par Nathalie Arthaud (2,42 %). Au second tour, la liste d'union de la gauche conduite par Claude Bartolone devance, avec 44,80 % des voix, celles de Valérie Pécresse (38,25 %) et du Front national (16,95 %), le taux de participation n'ayant été que de 41,06 %. Deux conseillers municipaux de Villepinte sont élus au conseil régional : Farida Adlani (MoDem), 10e vice-présidente chargée de l'action sociale, de la santé et de la famille, et Mélissa Youssouf (PS).
Lors du premier tour de l'élection présidentielle de 2017, Jean-Luc Mélenchon arrive largement en tête avec 35,65 % des suffrages exprimés, devant Emmanuel Macron, qui obtient 23,27 % des voix, Marine Le Pen (15,34 %), François Fillon (11,71 %) et Benoît Hamon (6,29 %, alors que François Hollande était à 39,84 % en 2012), les six autres candidats recueillant, au total, 7,75 % des voix. Au second tour, le taux participation atteint 70,16 % des inscrits (contre 73,08 % en 2012) et Emmanuel Macron obtient 76,39 % des suffrages exprimés, contre 23,61 % pour Marine Le Pen.

### Liste des maires
| Période                                  | Période                      | Identité              | Étiquette          | Qualité |
| ---------------------------------------- | ---------------------------- | --------------------- | ------------------ | --- |
| Les données manquantes sont à compléter. |                              |                       |                    | |
| 1862                                     | 1881                         | Achille Masson        |                    | Agriculteur exploitant |
| 1881                                     | 1888                         | Achille Taveau        |                    | Agriculteur exploitant |
| 1888                                     | 1896                         | Émile Masson          |                    | Agriculteur exploitant |
| 1896                                     | 1904                         | Achille Taveau        |                    | Agriculteur exploitant |
| 1904                                     | 1908                         | Émile Masson          |                    | Agriculteur exploitant |
| 1908                                     | 1912                         | Achille Taveau        |                    | Agriculteur exploitant |
| 1912                                     | 1919                         | Désiré Garnier        |                    | Agriculteur exploitant |
| 1919                                     | 1926                         | Henri Pierre Bataille |                    | Agriculteur exploitant |
| 1926                                     | 1932                         | Albert Dauvergne      | Radical socialiste | Agriculteur exploitant |
| 1932                                     | 1939                         | Émile Dambel          | PCF                | Cimentier |
| 1939                                     | 1941                         | Ernest Bonjean        |                    | Président de la Délégation spéciale |
| 1941                                     | 1968                         | Albert Dauvergne      | app. SFIO          | Agriculteur exploitant Maire nommé en 1941 |
| 1968                                     | mars 1977                    | Roger Lefort          | UDR puis RPR       | Artisan Conseiller général du canton de Villepinte (1976 → 1985) |
| mars 1977                                | juin 1984                    | Ange-Marie Baraglioli | PCF                | Directeur d'école |
| juin 1984                                | juin 1995                    | Roger Lefort          | RPR                | Artisan retraité Conseiller général du canton de Villepinte (1976 → 1985 puis 1992 → 1998) |
| juin 1995                                | mars 2001                    | Jean-Claude Mejsak    | PS puis DVG        | Médecin Conseiller général du canton de Villepinte (1985 → 1992) Conseiller régional d'Île-de-France (1988 → 1992) |
| mars 2001                                | mars 2008                    | Martine Valleton      | UDF puis UMP       | Juriste Conseillère régionale d'Île-de-France (2004 → 2014) |
| mars 2008                                | mars 2014                    | Nelly Roland-Iriberry | DVG (app. PCF)     | Fonctionnaire territoriale Conseillère générale du canton de Villepinte (2004-2011) |
| mars 2014                                | En cours (au 4 juillet 2020) | Martine Valleton      | UMP → LR           | Juriste Conseillère régionale d'Île-de-France (2004 → 2014) Conseillère générale de Villepinte (2011 → 2015) Conseillère départementale de Sevran (2015 → 2021) Vice-présidente de l'EPT Paris Terres d'Envol (2016 → ) Réélue pour le mandat 2020-2026 |

### Sécurité
La commune de Villepinte est en zone de police nationale. Le commissariat de police se situe 1 avenue Jean-Fourgeaud.
Elle est également dotée d'un poste de police municipale (3 place Jean-Moulin). Elle est équipée d'un dispositif de vidéosurveillance qui sera étendu (appel d'offres du 5 février 2014) par décision du conseil municipal.
Cette commune le plus souvent tranquille subit néanmoins, dans des proportions moindres que certaines de ses voisines et de façon très différenciée selon les quartiers, l'insécurité qui caractérise la Seine-Saint-Denis, deuxième département de France pour les crimes et délits rapportés au nombre des habitants : jets de pierre contre des bus, violences liées au trafic de drogue organisé notamment depuis les communes voisines de Tremblay-en-France et de Sevran, luttes entre bandes rivales des communes limitrophes et du quartier villepintois de la Fontaine-Mallet, cambriolages, vols et agressions physiques diverses…
En 2011, deux assassinats ont mis Villepinte sous les feux de l'actualité : l'exécution le 4 mars, dans un quartier pavillonnaire de la ville, d'un homme d'affaires russe récemment arrivé en France, puis celle d'un jeune de 20 ans chez lui et en présence de sa famille le 10 avril,.

### Politique de développement durable
Comme de très nombreuses communes, Villepinte organise la collecte sélective des déchets (tri sélectif au niveau de chaque habitation et aménagement d'une déchèterie communale) dans un cadre intercommunal : elle est ainsi du ressort du Syndicat d'équipement et d'aménagement des Pays de France et de l'Aulnoye (SEAPFA).
La ville a signé en 2008 une charte de la biodiversité urbaine avec la région Île-de-France visant à mettre en place une gestion différenciée des espaces verts, à limiter l'usage des produits phytosanitaires et des intrants et à restreindre les consommations d'eau dans les arrosages. Ces techniques alternatives sont d'ores et déjà appliquées à l'intégralité du quartier de la Haie-Bertrand depuis 2011.
Des actions de sensibilisation à la réduction des émissions de gaz à effet de serre (GES) ont lieu (diagnostic en 2010 et en 2011 des émissions de GES de l'activité municipale sur le territoire communal, sensibilisation des enfants et des habitants).
Par ailleurs, la partie sud de la commune est soumise au risque de dissolution du gypse contenu dans le sous-sol. Celui-ci est, en effet, présent en abondance dans la région et exploité de façon intensive dans les carrières de Coubron et de Vaujours, pour les usines Placoplatre. Des affaissements ont conduit à la fermeture partielle du bois de la Tussion et ont affecté certaines maisons du quartier du Pré-Galant. Aussi, la municipalité a sollicité le préfet de Seine-Saint-Denis afin que soit élaboré un plan de prévention des risques naturels liés au gypse.
Enfin, plusieurs centaines de maisons situées au nord du quartier de la Haie-Bertrand sont concernées par le plan de gêne sonore de l'aéroport du Bourget et donc éligibles à une aide publique à l'insonorisation, après diagnostic acoustique.

### Distinctions et labels
La commune a obtenu en 2007 une troisième fleur au concours national des villes et villages fleuris et l'a conservée depuis.

### Jumelages
- Schwendi (Allemagne) depuis 1986, région de Bade-Wurtemberg.

Villepinte est jumelée depuis 1986 avec la ville allemande de Schwendi-Schönebürg (6 800 habitants), située dans le district de Tübingen et l'arrondissement de Biberach an der Riß, en Haute-Souabe. De nombreux échanges sont organisés entre les deux communes :
- échanges scolaires (8 à 10 élèves par collège chaque année) ;
- échanges sportifs : le FCMV (Football club municipal de Villepinte) organise des rencontres alternativement en Allemagne et à Villepinte ;
- échanges de familles[90].

## Population et société

### Démographie

#### Évolution démographique
L'évolution du nombre d'habitants est connue à travers les recensements de la population effectués dans la commune depuis 1793. Pour les communes de plus de 10 000 habitants les recensements ont lieu chaque année à la suite d'une enquête par sondage auprès d'un échantillon d'adresses représentant 8 % de leurs logements, contrairement aux autres communes qui ont un recensement réel tous les cinq ans,.

En 2022, la commune comptait 39 647 habitants, en évolution de +8,16 % par rapport à 2016 (Seine-Saint-Denis : +4,67 %, France hors Mayotte : +2,11 %).
| 1793 | 1800 | 1806 | 1821 | 1831 | 1836 | 1841 | 1846 | 1851 |
| ---- | ---- | ---- | ---- | ---- | ---- | ---- | ---- | ---- |
| 260  | 294  | 284  | 291  | 314  | 287  | 295  | 291  | 313  |

| 1856 | 1861 | 1866 | 1872 | 1876 | 1881 | 1886 | 1891 | 1896 |
| ---- | ---- | ---- | ---- | ---- | ---- | ---- | ---- | ---- |
| 302  | 316  | 332  | 271  | 290  | 334  | 483  | 446  | 589  |

| 1901 | 1906 | 1911 | 1921 | 1926  | 1931  | 1936  | 1946  | 1954  |
| ---- | ---- | ---- | ---- | ----- | ----- | ----- | ----- | ----- |
| 646  | 582  | 633  | 639  | 2 178 | 3 137 | 3 893 | 3 785 | 5 503 |

| 1962  | 1968   | 1975   | 1982   | 1990   | 1999   | 2006   | 2011   | 2016   |
| ----- | ------ | ------ | ------ | ------ | ------ | ------ | ------ | ------ |
| 7 660 | 12 103 | 17 565 | 23 745 | 30 303 | 33 782 | 35 592 | 35 850 | 36 656 |

| 2021   | 2022   | - | - | - | - | - | - | - |
| ------ | ------ | - | - | - | - | - | - | - |
| 38 725 | 39 647 | - | - | - | - | - | - | - |

La croissance de la population villepintoise a été très forte du milieu des années 1950 à la fin des années 1980 du fait de l'urbanisation de son territoire (construction de nombreux logements, donc arrivée de nombreux habitants, souvent de jeunes adultes, contribuant aussi au solde naturel élevé).
Le taux d'accroissement démographique de Villepinte a considérablement ralenti depuis les années 1990 (+ 1,2 % par an de 1990 à 1999, + 0,6 % par an de 1999 à 2007), au point que la population s'est stabilisée entre 2007 et 2012 (+ 0,2 % par an seulement). En effet, si le taux d'accroissement dû au solde naturel reste élevé (+ 1,4 % par an de 2007 à 2012), celui dû au solde apparent des entrées et sorties est négatif (- 1,2 % par an), en raison du phénomène de « décohabitation » familiale (les jeunes devenus adultes quittent le domicile familial), du ralentissement de la construction de logements et de l'opération de rénovation urbaine à La Fontaine Mallet, qui s'est traduite, dans un premier temps, par la destruction d'une partie des logements avant d'en reconstruire de nouveaux. Les chiffres du recensement de 2013 (35 329 habitants) indiquent une baisse de la population de 1,34 % par rapport à 2008.

#### Pyramide des âges
La population de la commune est relativement jeune.
En 2018, le taux de personnes d'un âge inférieur à 30 ans s'élève à 45,6 %, soit au-dessus de la moyenne départementale (42,7 %). À l'inverse, le taux de personnes d'âge supérieur à 60 ans est de 15,6 % la même année, alors qu'il est de 16,7 % au niveau départemental.
1. VALEUR!

Les pyramides des âges de la commune et du département s'établissent comme suit.
| Hommes | Classe d’âge | Femmes |
| ------ | ------------ | ------ |
| 0,1    | 90 ou +      | 0,4    |
| 3,3    | 75-89 ans    | 4,3    |
| 11,4   | 60-74 ans    | 11,6   |
| 17,1   | 45-59 ans    | 18,0   |
| 21,3   | 30-44 ans    | 21,3   |
| 22,4   | 15-29 ans    | 20,1   |
| 24,4   | 0-14 ans     | 24,4   |

| Hommes | Classe d’âge | Femmes |
| ------ | ------------ | ------ |
| 0,3    | 90 ou +      | 0,9    |
| 3,9    | 75-89 ans    | 5,2    |
| 11,5   | 60-74 ans    | 12,1   |
| 18,7   | 45-59 ans    | 18,1   |
| 22,2   | 30-44 ans    | 22,3   |
| 20,6   | 15-29 ans    | 20,1   |
| 22,8   | 0-14 ans     | 21,4   |

#### Étrangers et immigrés
Au recensement de 2012, Villepinte comptait 8 956 immigrés, soit 25 % de la population, une proportion presque trois fois supérieure à la moyenne nationale (8,84 %), mais légèrement inférieure à la moyenne départementale (28,37 %). Parmi ces immigrés, le nombre des hommes (4 543) est supérieur à celui des femmes (4 413). Le taux de chômage des immigrés habitant Villepinte était de 22 % au 1er janvier 2012, donc beaucoup plus élevé que celui des non immigrés (15,7 %), lui-même supérieur à la moyenne nationale.
Le nombre des étrangers recensés en 2012 était, quant à lui, de 5 764, soit 16,09 % de la population villepintoise (15,42 % en 2006), contre 21,71 % en Seine-Saint-Denis et 6,1 % en France métropolitaine. L'écart avec la moyenne départementale est plus grand que celui concernant les immigrés, en raison notamment d'une plus forte proportion à Villepinte d'immigrés ayant acquis la nationalité française.

### Enseignement
Villepinte est située dans l'académie de Créteil.
Du fait de sa jeunesse, une forte proportion de la population villepintoise est scolarisée : 10 195 personnes en 2012, soit 28,5 % des habitants de la commune. Près d'un tiers de cette population scolarisée (29,6 % exactement) l'est dans une autre commune, généralement dans des établissements privés ou pour y poursuivre des études secondaires professionnelles ou des études supérieures.
En 2012, parmi la population non scolarisée de 15 ans ou plus, 30,2 % n'ont aucun diplôme, alors que la moyenne est de 17,2 % en France métropolitaine. Le niveau moyen de formation des Villepintois non scolarisés de 15 ans ou plus est inférieur à la moyenne régionale puisque 18,6 % d'entre eux possèdent un diplôme de l'enseignement supérieur (contre 38,2 % en Île-de-France).

#### Enseignement général et professionnel public
Les établissements scolaires de Villepinte dépendent de l'inspection académique de Bobigny et du rectorat de Créteil.
Enseignement pré-élémentaire et élémentaire
- 10 écoles maternelles publiques.
- 11 écoles primaires publiques.

Enseignement secondaire
- 4 collèges publics :
  - collège Les Mousseaux ;
  - collège Jean-Jaurès ;
  - collège Françoise-Dolto ;
  - collège Camille-Claudel.
- 2 lycées publics :
  - lycée polyvalent régional Jean-Rostand ; un nouveau bâtiment d'enseignement et un auditorium ont été livrés au cours de l'année scolaire 2010-2011 et les bâtiments de l'administration, de la restauration, les locaux d'enseignement existants ont été restructurés, les espaces extérieurs réaménagés et achevés en juin 2012[105] ; ces efforts doivent accompagner ceux, pédagogiques, de suivi et de soutien, devant permettre l'amélioration des résultats scolaires, encore en deçà des moyennes nationale et académique dans les sections littéraires, technologiques et professionnelles ; le taux de réussite au baccalauréat a atteint 85 % en 2015[106] ; le lycée propose deux formations post-bac (BTS) ;
  - lycée professionnel Georges-Brassens :  en dépit des incidents qui ont émaillé la vie de l'établissement en 2008, le lycée, classé en « zone prévention violence », a poursuivi l'amélioration des résultats de ses élèves depuis 2007 (64 % de réussite au baccalauréat professionnel en 2015)[107],[108].

#### Enseignement professionnel spécialisé
- École hôtelière (Centre Stelo Formation).
- Institut régional de la Soudure (formation aux métiers du soudage).

### Manifestations culturelles et festivités
La Compagnie « Issue de Secours » est installée depuis 2006 dans la ferme Godier, dans le Vieux Pays. Il s'agit d'une compagnie conventionnée par la ville de Villepinte, la direction régionale des Affaires culturelles d'Île-de-France, le ministère de la Culture et de la Communication, le conseil régional d'Île-de-France et le conseil départemental de la Seine-Saint-Denis. Elle crée et met en scène différents spectacles et propose des ateliers de lecture et de théâtre amateur aux populations locales.
La compagnie organise aussi, depuis 2013, pendant deux semaines au mois de mai, le festival « Oups ! Bouge ta langue », sur les trois communes de la communauté d'agglomération Terres de France, avec la collaboration de la Délégation générale à la langue française et aux langues de France et du ministère de la Culture et de la Communication.
La commune propose aussi à des artistes reconnus l'animation d'ateliers de création. Ainsi, de 2010 à 2012, Fabienne Thibeault, une des artistes de la comédie musicale Starmania, a été en résidence à Villepinte et a organisé avec Gilles Vigneault un atelier de spectacle en collaboration avec le service culturel de la ville.
Un salon des artistes amateurs se tient chaque année en début d'automne au centre culturel Joseph-Kessel.
Depuis 2013, des conférences d'histoire de l'art sont organisées dans la salle des rencontres de la médiathèque municipale. Elles sont animées par conférenciers de l'association « Promenons-nous dans les arts ».
Le carnaval annuel se tient dans les rues de la ville le premier dimanche d'avril. Les « Pétillantes » sont une fête annuelle, organisée l'avant-dernier week-end de juin depuis 2014 : danses, musique, démonstrations sportives, expositions d'art et d'artisanat, activités ludiques et de plein air.
Le centre social André-Malraux, membre de la FCSF, organise chaque année au mois de mai le festival des cultures urbaines et traditionnelles (TRANSIT) autour d'un thème.
Par ailleurs, comme chaque année depuis 1984, Villepinte accueille un des spectacles du festival Banlieues Bleues, Jazz en Seine-Saint-Denis. Celui-ci est né sur les fondations du festival « Jazz en Aulnoye », auparavant organisé par les communes composant le Syndicat d'équipement et d'aménagement des Pays de France et de l'Aulnoye.

### Santé

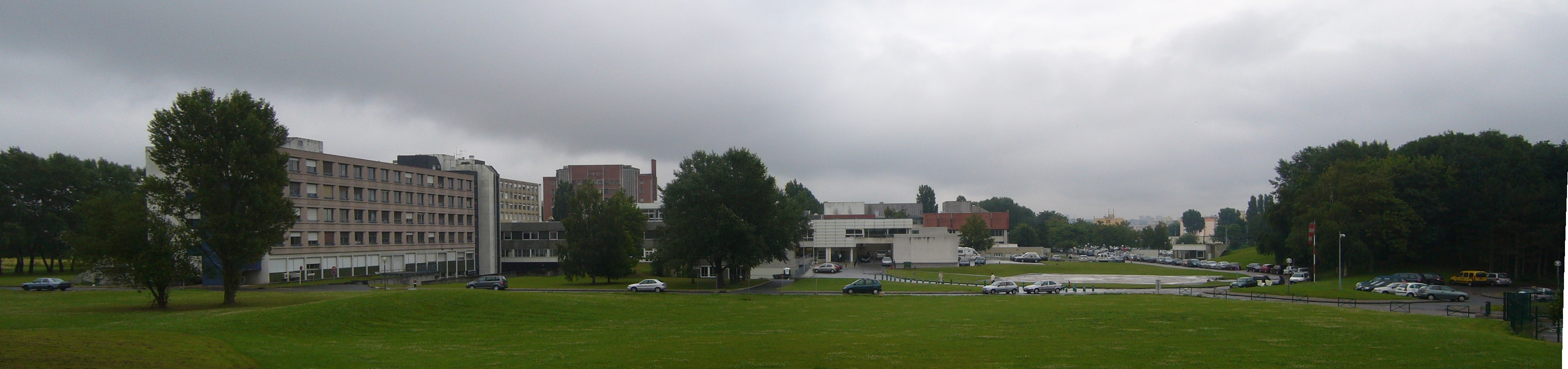
Hôpital Robert-Ballanger.

- Hôpital intercommunal Robert-Ballanger (ci-contre), situé sur le boulevard du même nom, près du centre commercial Beausevran (quartier de Sevran-Beaudottes).
- Clinique du Vert-Galant, située avenue Auguste-Blanqui.
- Clinique de l'Alliance, affiliée Ciléa (spécialité psychiatrique), voie de l'Orchidée
- Centre médico-psychologique, situé avenue Jules Ferry
- Établissement hospitalier Sainte-Marie et Foyer de vie Saint-Louis, situés rue de l'Église (hôpital privé sans but lucratif, participant au service public hospitalier - Loi de 1970)

### Sports
La commune de Villepinte dispose de nombreux équipements, permettant la pratique d'une multitude de sports de loisir, d'entraînement et de compétition.
- Le parc des sports Schwendi-Schönebürg, situé entre le boulevard Robert-Ballanger et l'autoroute A 104, comprend :
  - le stade Guy-Mousset (terrain synthétique de football) ;
  - le stade Georges-Pollet (des installations de football et d'athlétisme) ;
  - le stade Gérard-Cattrini (un terrain de football et une piste d'athlétisme) ;
  - le stade Laurent-Plégelatte (un terrain de football américain/rugby) ;
  - le stade Pierre-Lacans (un terrain d'entraînement de football américain / rugby) ;
  - le stand de tir à l'arc Michel-Derwin ;
  - l'espace du Bel-Air (basket de plein air) ;
  - le gymnase Émile-Leprand, de type COSEC (complexe sportif évolutif couvert), comprenant un hall de sports avec gradins, une salle de gymnastique sportive, une salle de musculation, une salle polyvalente, un dojo) ;
  - la piscine municipale Agnès-Béraudias (un bassin de 25 × 15 m avec gradins, un bassin de 15 × 12,5 m, un toboggan aquatique de 25 m, un bassin aménagé pour bébés nageurs).
- Le complexe André Mariage, situé à proximité du collège Camille Claudel comprend :
  - le stade Infroit (terrain de football synthétisé, une piste de courses de 4 couloirs) ;
  - un city stade (petit terrain de football synthétisé)  ;
  - une salle de boxe  ;
  - une salle polyvalente où l'on pratique le tennis de table.
- Le gymnase Infroit (une salle de sports avec gradins, une salle de gymnastique et viêt vo dao, trois salles de danse).
- Le gymnase COSOM, complexe sportif omnisports (un hall de sports avec gradins, une salle de gymnastique).
- Le gymnase Lamberdière (un hall de sports avec gradins, une salle de karaté, une salle de judo, deux terrains de basket en plein air).
- Le gymnase Victor-Hugo (un hall de sports, une salle de gymnastique, une salle polyvalente, un mur d'escalade, un terrain de basket en plein air).
- Le tennis du Manège (5 courts couverts en terbal, 2 courts découverts en résine, un club house).

Parmi les événements sportifs de la commune, le meeting de natation Christine Caron a lieu chaque année depuis 1988, au mois de juin, à la piscine municipale. Il est labellisé meeting régional d'animation par le Comité d'Île-de-France de la Fédération française de natation. Il réunit des compétiteurs de niveau départemental, régional et national.

### Cultes
- Culte catholique : il y a deux églises (Notre-Dame-de-l'Assomption, impasse Montconseil, et Saint-Vincent-de-Paul, avenue Auguste-Blanqui) pour respectivement deux paroisses, ainsi que deux chapelles (chapelle Saint-Joseph-du-Clos-Montceleux, rue des Fougères[114], et chapelle de l'hôpital Sainte-Marie[115]). Dans les années 1980, en raison de l'importance de la population polonaise présente dans la commune, une des paroisses proposait, à certains horaires, des messes en polonais.
- Culte protestant : il y a un pasteur rattaché à Tremblay-en-France, rue d'Alsace.
- Culte israélite : la synagogue, située place Condorcet.
- Culte musulman : une mosquée, située avenue Pasteur.

## Économie

### Revenus de la population et fiscalité
La population active résidente a légèrement diminué entre 2007 et 2012 au profit des retraités, dont le nombre augmente de 18,6 % au cours de la période, passant de 3 753 à 4 452. La répartition par professions et catégories socioprofessionnelles de la population active (demandeurs d'emplois compris) résidant à Villepinte en 2012 montre qu'il s'agit d'une commune populaire, avec une forte proportion d'employés (plus de 34 % des actifs) et un total de 60,3 % d'actifs appartenant aux catégories modestes (ouvriers + employés). À l'inverse de ce que l'on observe en France et dans le reste de l'agglomération parisienne, le nombre et la proportion d'ouvriers augmentent au détriment de toutes les autres catégories socioprofessionnelles, ce qui traduit un départ des classes moyennes et des catégories aisées et l'arrivée de populations plus modestes au cours de la période récente (2007-2012). Les cadres et professions intellectuelles supérieures (8,85 % des actifs villepintois) sont très sous-représentés par rapport à la moyenne de l'Île-de-France (27,29 %) et même à la moyenne française (15,82 % en France métropolitaine), alors que la proportion de professions intermédiaires est conforme à la moyenne régionale (26,07 % en Île-de-France).
| CATÉGORIES SOCIOPROFESSIONNELLES                  | Effectif en 2012 | %    | Effectif en 2007 | %    | Évolution 2007-2012 (en %) |
| ------------------------------------------------- | ---------------- | ---- | ---------------- | ---- | -------------------------- |
| Agriculteurs exploitants                          | 0                | 0,0  | 0                | 0,0  |                            |
| Artisans, commerçants, chefs d'entreprise         | 677              | 4,1  | 734              | 4,3  | - 7,8                      |
| Cadres et professions intellectuelles supérieures | 1 461            | 8,9  | 1 492            | 8,8  | - 2,1                      |
| Professions intermédiaires                        | 4 251            | 25,8 | 4 411            | 26,1 | - 3,9                      |
| Employés                                          | 5 845            | 34,4 | 6 163            | 36,4 | - 5,2                      |
| Ouvriers                                          | 4 266            | 25,9 | 4 124            | 24,4 | + 3,4                      |
| Ensemble de la population active résidente        | 16 500           | 100  | 16 924           | 100  | - 2,5                      |

Cette structure en catégories socioprofessionnelles influence très fortement le revenu moyen des ménages. Le revenu net déclaré moyen s'établit à 21 157 € par foyer en 2011, selon la Direction générale des Impôts, un niveau intermédiaire entre celui de la Seine-Saint-Denis (20 102 €) et celui de la France métropolitaine (22 246 €), mais largement inférieur à celui de la région Île-de-France (30 660 €). Par ailleurs, 46,1 % des ménages n'étaient pas imposables en 2011, une proportion assez proche de la moyenne nationale (46,5 %). Chaque foyer fiscal villepintois imposable paye en moyenne 1 572 € d'impôt sur le revenu en 2011, contre une moyenne nationale de 2 320 €.

### Emploi

#### Répartition de l'emploi par grands secteurs d'activité
L'économie de Villepinte est essentiellement tertiaire et, désormais, l'activité agricole est résiduelle. Elle est influencée par la présence, à proximité, de l'aéroport de Paris-Charles-de-Gaulle. Cependant, le nombre d'emplois offerts à Villepinte est très inférieur à celui de la population active résidente (évaluée à 16 952 personnes en 2012 par l'Insee). De ce déséquilibre résultent d'importantes migrations alternantes de travail qui rendent cruciale la question de la desserte de la commune par les transports en commun.
Selon les chiffres du recensement de 2012 effectué par l'Insee, la ville compte 15 114 emplois. Il s'agit, pour l'essentiel (près de 95 %), d'emplois salariés. Ils se répartissent ainsi :
Emplois au 1er janvier 2012
| SECTEUR                                                             | Emplois en 2012 | %    | Emplois en 2006 | %    |
| ------------------------------------------------------------------- | --------------- | ---- | --------------- | ---- |
| Agriculture                                                         | 0               | 0,0  | 8               | 0,1  |
| Industrie et construction                                           | 2 142           | 14,2 | 1 523           | 11,4 |
| - dont industrie                                                    | 1 023           | 6,8  | 816             | 6,1  |
| - dont construction                                                 | 1 119           | 7,4  | 707             | 5,3  |
| Services                                                            | 12 972          | 85,8 | 11 888          | 88,6 |
| - dont commerce, transports et services divers                      | 9 019           | 59,7 | 8 381           | 62,5 |
| - dont administration publique, enseignement, santé, action sociale | 3 953           | 26,2 | 3 507           | 26,1 |
| TOTAL                                                               | 15 114          | 100  | 13 419          | 100  |

Les parts respectives des services et du commerce sont plus grandes à Villepinte que dans le reste du département de la Seine-Saint-Denis, au détriment de l'industrie et de la construction. Cependant, le nombre d'emplois dans le secteur secondaire et leur part dans l'emploi total de la commune progressent.

#### Déplacements domicile-travail
En 2012, selon les données de l'Insee, le lieu de travail des 13 935 actifs ayant un emploi résidant à Villepinte se répartissait ainsi :
- la commune de Villepinte : 21,3 % ;
- une autre commune de la Seine-Saint-Denis : 28,9 % ;
- une commune d'un autre département d'Île-de-France : 48,8 % ;
- une autre région : 1,0 %.

54,7 % des Villepintois ayant un emploi effectuent ces déplacements domicile-travail en voiture, camion ou fourgonnette, 1,8 % en véhicule à deux roues, 36,6 % par les transports en commun, la population restante se rendant à pied à son lieu de travail (4,2 %) ou travaillant sur son lieu de résidence (2,7 %).
Enfin, sur les 15 114 actifs travaillant à Villepinte en 2012, 12 124 (soit 80 %) résidaient dans une autre commune.

#### Chômage
La commune comptait 3 006 chômeurs au 1er janvier 2012 au sens du BIT, selon l'Insee, soit un taux de chômage de 17,9 %, largement supérieur à ceux de la France métropolitaine (12,7 %) et de la région Île-de-France (12,0 %).
L'importance de ce taux s'explique par l'existence d'une population jeune, des niveaux de qualification moins élevés que ceux de la moyenne régionale, et, sans doute, une inadéquation entre la demande et l'offre d'emplois sur place ou dans le bassin d'emploi. À Villepinte, par exemple, le nombre d'emplois de cadres et professions intellectuelles supérieures était de 3 575 au 1er janvier 2012, alors que 1 461 actifs résidant à Villepinte appartiennent à cette catégorie socioprofessionnelle (CSP). Inversement, 6 567 emplois à Villepinte sont des emplois d'ouvriers et d'employés, alors que 10 111 actifs résidents appartiennent à ces CSP.
Les statistiques du Pôle emploi, qui prennent en compte les demandes d'emploi en fin de mois, indiquent  2 815 chômeurs  au 31 décembre 2011, dans les catégories A, B et C (dont 1 135 chômeurs de longue durée, soit plus d'un chômeur sur trois), et 2 117 dans la seule catégorie A (les demandeurs d'emploi sans emploi tenus de faire des actes positifs de recherche d'emploi), soit, pour cette dernière, une augmentation de 8,7 % par rapport au 31 décembre 2010.

### Entreprises et zones d'activités

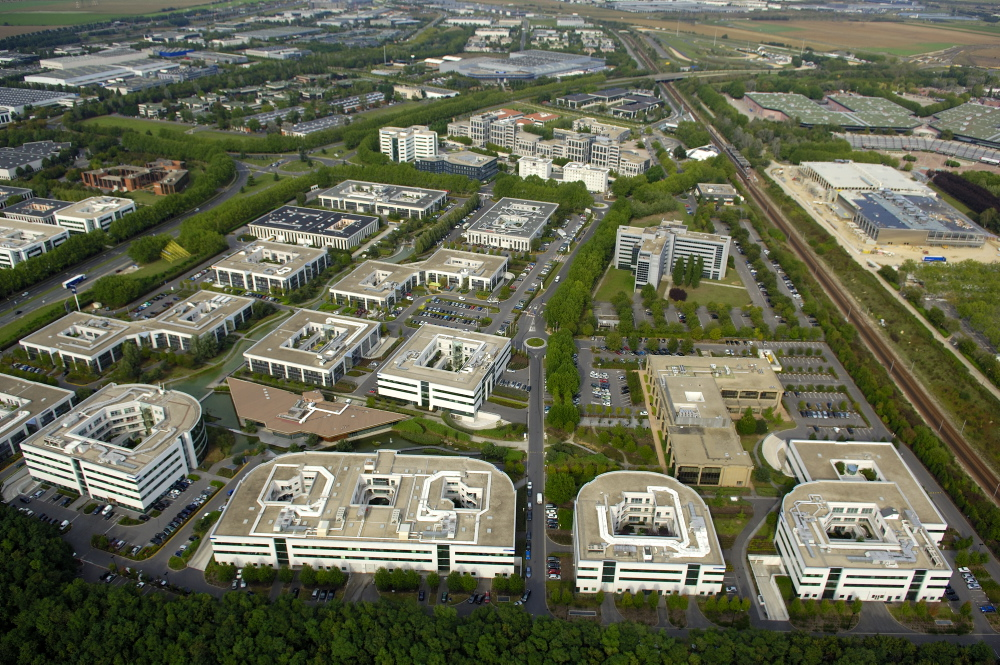
Le parc d'activités Paris Nord 2, la gare et, à droite de la ligne de RER, le parc des expositions.

La ville compte 2 325 établissements actifs, industriels, agricoles ou de services au 1er janvier 2013 selon les chiffres publiés par l'Insee. 65,2 % d'entre eux n'emploient aucun salarié, 23,6 % emploient de 1 à 9 salariés et 11,1 % emploient plus de 10 salariés. 28 % des entreprises et commerces sont implantés en dehors des six zones d'activités de la ville.
En 2012, les principaux employeurs de la commune sont, selon les données de la CCIP, le centre hospitalier intercommunal Robert-Ballanger (2 300 salariés), Elior Services Propreté et Santé (1 850 salariés salariés) dans le parc des expositions, la commune de Villepinte (1 050 salariés), Brink's Security Services (850 salariés) et Brézillon SA (550 salariés), ces deux dernières entreprises étant implantées dans le parc d'activités Paris-Nord 2.
Six zones d'activités sont implantées dans la commune.
- Quatre zones d'activités sont de moyenne dimension, spécialisées dans le commerce de gros, les transports, la construction et les services aux entreprises :
  - la zone d'activités Les Mousseaux, située sur la route de Tremblay ;
  - le parc d'affaires Central Parc (10 ha), située sur le boulevard Robert-Ballanger : créé par Jean-Claude Gallienne, il côtoie le dépôt d'autobus de la compagnie TRA (Transports rapides automobiles), qu'il avait fondée, rachetée par Veolia Transdev ;
  - la zone d'activités des Merisiers (13 ha), le long de l'avenue Georges-Clemenceau ;
  - la zone industrielle des Petits-Ponts, située sur le boulevard Robert-Ballanger.
- Deux zones d'activités ont une dimension internationale, dans l'orbite de l'aéroport de Paris-Charles-de-Gaulle, desservies par la gare du Parc des Expositions   :
  - le parc des expositions et centre de conventions de Paris-Nord-Villepinte ;
  - le parc d'activités Paris-Nord 2, qui s'étend sur quatre communes (Gonesse et Roissy-en-France, dans le Val-d'Oise, Tremblay-en-France et Villepinte, en Seine-Saint-Denis) ; d'une superficie de 300 hectares, dont 87 ha sur Villepinte, il accueille environ 550 entreprises qui emploient 20 000 salariés, dont 7 850 sur le territoire de la commune, dans un environnement paysager de qualité (70 ha d'espaces verts).

Le parc des expositions de Paris-Nord Villepinte, inauguré à l'automne 1982, s'étend sur 135 hectares. Il n'a cessé de s'étendre. La surface utile d'exposition est ainsi passée de 70 000 m2 en 1982 à 242 000 m2 en 2010, avec neuf halls, et devrait progressivement atteindre 350 000 m2 à terme, empiétant sur le territoire de la commune voisine de Tremblay-en-France, 71 nouveaux hectares devant être aménagés, dont une partie pour la création d'une Cité de l'Exposition et de la Communication. Cela le classe, selon la CCIP, au 1er rang français (devant celui de la Porte de Versailles, à Paris) et au 6e rang européen. L'accueil de salons professionnels, mais aussi destinés au grand public, et de congrès et conventions politiques, culturels ou religieux donne au nom de la commune une résonance internationale.
La présence du parc des expositions et la proximité de l'aéroport Charles-de-Gaulle ont suscité le développement de l'hôtellerie : au 31 décembre 2012, huit hôtels étaient implantés à Villepinte, soit un parc de 700 chambres, selon les données de l'Insee.
Au sein du tissu économique villepintois, l'Insee recensait 226 commerces et 164 entreprises artisanales au 31 décembre 2011. Le principal pôle commercial de la ville est situé dans le quartier du Vert-Galant (79 cellules commerciales).
Le pôle Mission locale de la Maison de l'emploi, de l'insertion, de la formation et de l'entreprise  (MEIFE) d'Aulnay-sous-Bois et Villepinte a ouvert en 2009 à Villepinte : la MEIFE offre les services d'une maison de l'emploi (recherche d'emploi, aide à l'insertion professionnelle, offre de formations), ainsi qu'une pépinière d'entreprises et un hôtel d'entreprises,.

## Culture locale et patrimoine

### Lieux et monuments

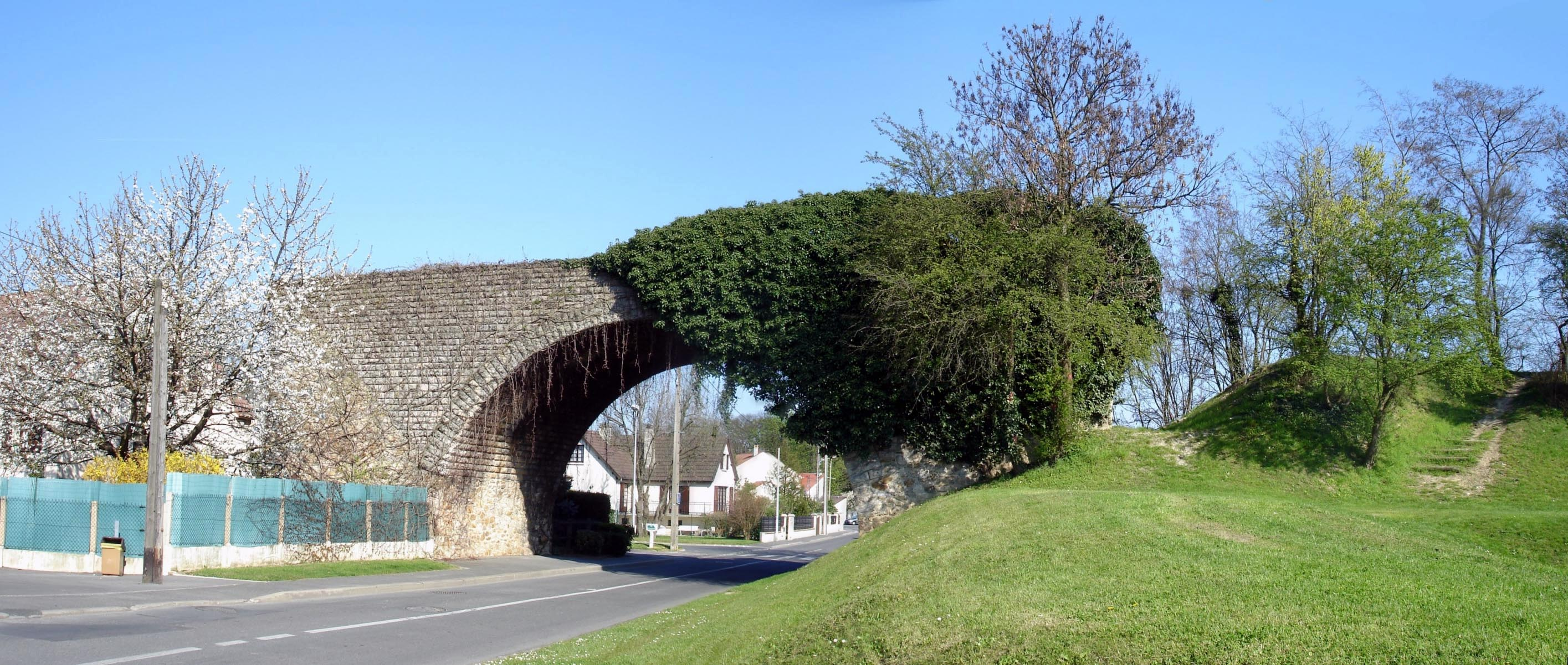
Pont de la ligne Aulnay - Rivecourt (Chemin de Savigny).

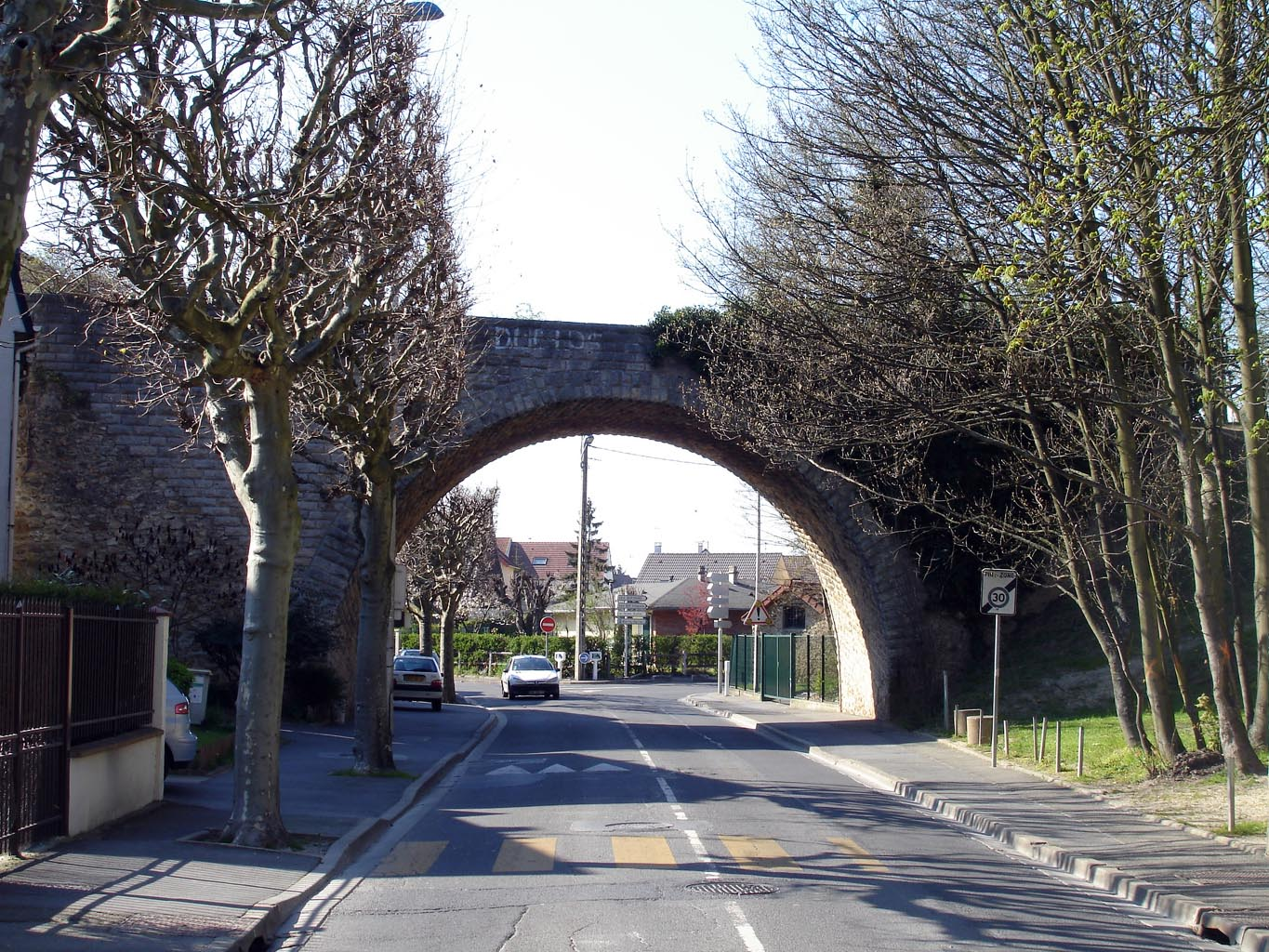
Pont de la ligne Aulnay - Rivecourt (rue Henri-Barbusse).

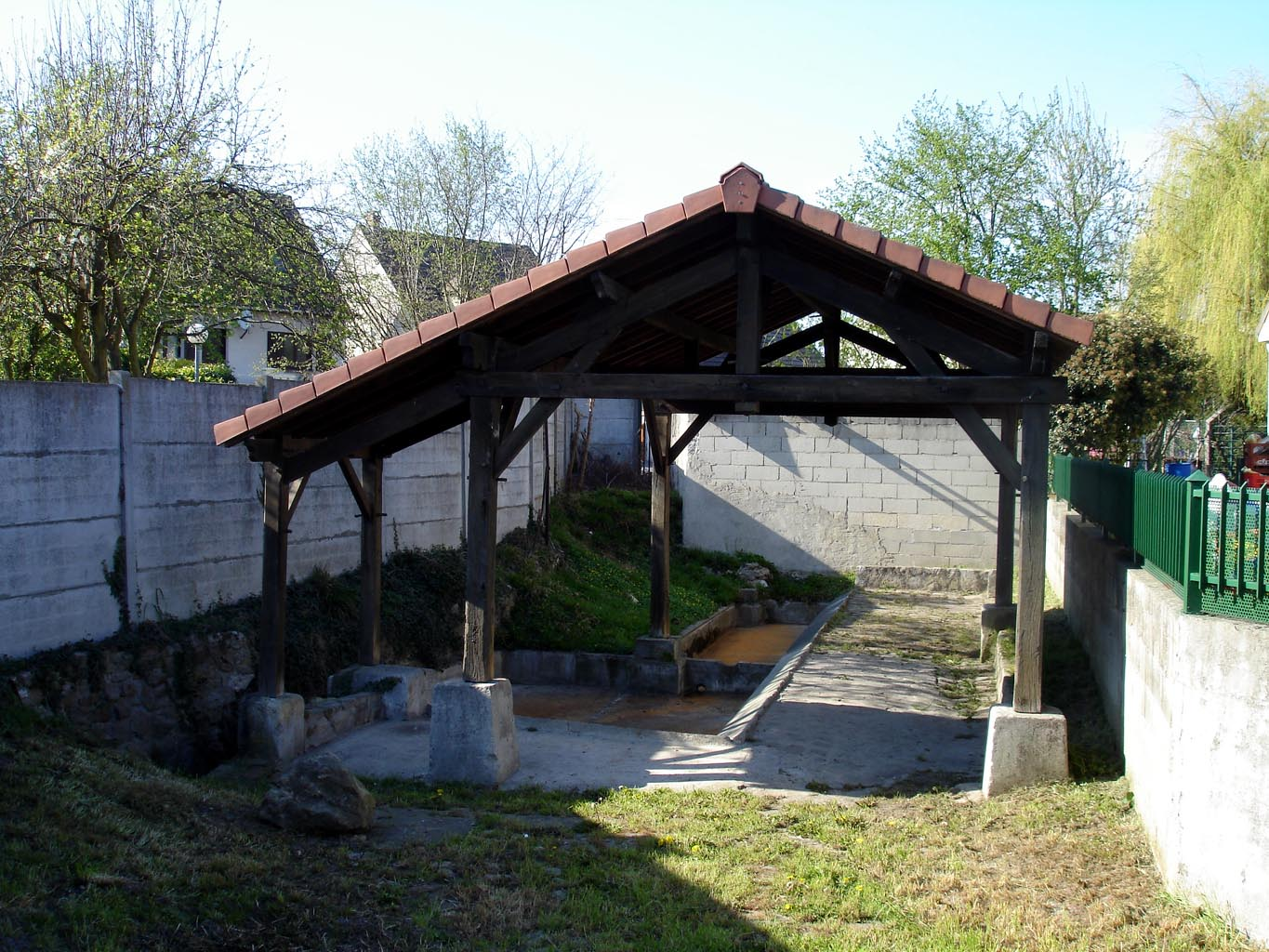
Le lavoir.

La commune compte un monument inscrit à l'inventaire des monuments historiques. Par ailleurs, elle compte cinq objets répertoriés à l'inventaire des monuments historiques et 3 objets répertoriés à l'inventaire général du patrimoine culturel.

#### Monuments historiques
Le Pavillon du centenaire de l'aluminium a été construit à Paris en 1954 par l'architecte Jean Prouvé pour célébrer le centenaire de la fabrication industrielle de l'aluminium. Démonté puis remonté à Lille en 1956, il a été restauré et transféré au Parc des Expositions de Villepinte en 1999. La structure du pavillon est inscrite depuis le 28 avril 1993.
Cinq objets situés à l'intérieur de l'église Notre-Dame sont classés ou inscrits à l'inventaire des monuments historiques :
- statuette représentant Saint-Pierre[135] ;
- dalle funéraire de Nicolas Caillot, curé de Villepinte[136] ;
- retable du maître-autel et son tableau : l'Assomption de la Vierge[137] ;
- fonts baptismaux[138] ;
- dalle funéraire de Louise de Launay[139].

#### Autres lieux et monuments
L'ancien château du début du XVIIe siècle est devenu en 1881 un sanatorium. En effet, la bâtisse fut rachetée à cette époque par la société immobilière anonyme de l'œuvre de Villepinte afin d'accueillir des jeunes filles « poitrinaires » (souffrant de tuberculose), dirigée par une congrégation religieuse, les sœurs de Sainte Marie Auxiliatrice. En 1888, le domaine s'agrandit d'un jardin d'hiver relié au château, où les jeunes filles pouvaient recevoir leurs familles sans mettre le pied à l'extérieur. L'édifice abrite actuellement un établissement hospitalier de moyen séjour médical géré par une association.
La chapelle du château fut édifiée de 1890 à 1892, en même temps qu'un corps de bâtiment du château.
L'église Notre-Dame-de-l'Assomption fut édifiée à partir du XVIe siècle. Le chœur remonte à cette époque. La nef est datée de 1760. L'église fut restaurée en 1809, puis en 1849, après l'effondrement de sa voûte. Celle-ci fut alors reconstruite en plein-cintre sur la nef unique de l'édifice.
Le passage des châtelains est un passage suspendu reliant le château à l'église. Il permettait aux seigneurs d'assister à la messe sans devoir passer par l'extérieur. Un panneau situé à droite de l'entrée de l'église bloque actuellement l'entrée de ce passage.
La Citole est une villa construite par l'architecte parisien Bigle en 1859 pour l'agent de change Jules Doazan, à l'emplacement d'un ancien château détruit deux ans plus tôt. La bâtisse, bâtie dans le style Second Empire, actuellement inhabitée, est propriété la commune de Villepinte depuis 1990. Elle est en cours de restauration.
Les bornes royales (à l'angle du boulevard Robert-Ballanger et de l'avenue du Maréchal-de-Lattre-de-Tassigny) furent placées à ces emplacements aux XVIIe et XVIIIe siècles. Hautes d'un mètre, elle jalonnaient sous l'Ancien Régime la plupart des routes de la région, à raison de deux par lieue (soit tous les deux kilomètres environ). Les fleurs de lys gravées à l'origine ont été effacées durant la Révolution française.
La ferme du Marais (rue du Manège) fut édifiée aux XVIIIe et XIXe siècles. C'est aujourd'hui un centre équestre. Elle abrite une ancienne pompe à bras du XIXe siècle qui permettait de récupérer l'eau de la nappe phréatique peu profonde jusqu'à l'arrivée de l'eau courante au village en 1930.
Les fermes Godier et Dauvergne furent également édifiées aux XVIIIe et XIXe siècles. Elles possèdent des granges caractéristiques de l'architecture de la plaine de France. La ferme Godier est aujourd'hui un lieu de création théâtrale.
Les ponts de la voie ferrée Aulnay-Senlis-Rivecourt (rue Henri-Barbusse et chemin de Savigny) furent construits en 1912 pour cette nouvelle voie ferrée prévue par la Compagnie des chemins de fer du Nord afin de relier la ligne Paris-Soissons à la ligne Paris-Creil-Compiègne. Les expropriations eurent lieu, des ouvrages d'art furent réalisés, dont ces ponts, mais la Première Guerre mondiale interrompit les travaux qui ne reprirent jamais.
L'ancien lavoir (ruelle du Lavoir) était autrefois alimenté par le Sausset, petit cours d'eau de la plaine de France prenant sa source à Tremblay-en-France. Édifié sur le tracé de la nouvelle voie ferrée Aulnay-Rivecourt, il fut déplacé en 1912 aux frais de la Compagnie du Nord à son emplacement actuel alimenté par un petit canal dérivé du Sausset.
La croix de l'Aumône est un modeste calvaire en bois situé dans le quartier de la Haie-Bertrand. Elle remplace la grosse croix de pierre, à la croisée des chemins de Blanc-Mesnil et de Gonesse, au nord-ouest du village. Elle doit son nom au lieu-dit « Aumône Saint-Denis », ancien fief de l'abbaye saisi et vendu en tant que bien national pendant la Révolution.
Le cimetière des animaux (route de Tremblay), date de 1957 ; il est géré par une société privée.
Les cinq immeubles en forme de pyramide, comportant chacun 33 « maisons individuelles superposées », réalisés par les architectes Michel Andrault et Pierre Parat pour le compte de l'OCIL (Office central interprofessionnel du logement) et achevés en 1972, se sont vus décerné le label « Patrimoine du XXe siècle » par le ministère de la Culture en 2008.

### Patrimoine naturel

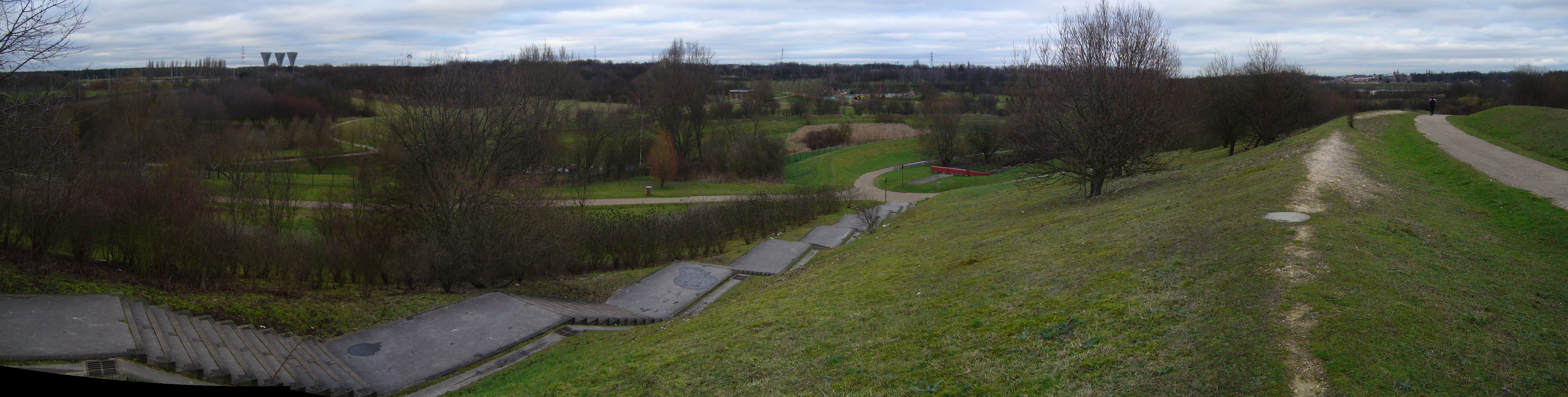
Partie du parc du Sausset située dans la commune de Villepinte.

- Le parc de l'Abreuvoir, rue Henri-Barbusse (4,2 ha)
- Le parc de la Roseraie - Victor Schœlcher, à l'angle des avenues Charles-de-Gaulle et Charlemagne (15 ha)
- Le parc du 19 mars 1962, avenue Charlemagne, à côté du parc de la Roseraie
- Le parc urbain Marie Laurencin, rue Claude-Nicolas-Ledoux
- La promenade de l'avenue Emile-Dambel
- Le parc départemental du Sausset, au nord-ouest de la commune (200 ha, dont la moitié sur Villepinte)
- Le parc forestier de la Poudrerie (137 ha) et le bois départemental de la Tussion (60 ha), au sud de la commune, vestiges de l'ancienne forêt de Bondy, classés au titre des zones naturelles d'intérêt écologique, faunistique et floristique[144] et des sites Natura 2000[145].

### Patrimoine culturel
La commune de Villepinte dispose depuis son ouverture au public en mars 2008 d'un grand centre culturel, le centre culturel Joseph-Kessel (situé dans l'angle du boulevard Robert-Ballanger et de l'avenue Jean-Fourgeaud), qui rassemble en un seul lieu de nombreux équipements autrefois dispersés et à l'étroit dans leurs anciens locaux. À vocation pluridisciplinaire, il comprend :
- une médiathèque disposant d'un fonds de 75 000 documents (dont 52 000 livres), de deux espaces multimédias et d'une salle de rencontres de 70 places[146] ;
- un conservatoire de musique, de danse et de théâtre de 1 089 m2 doté de salles de cours et de répétitions et d'un auditorium ;
- une galerie d'expositions ;
- un guichet culture (accueil, information, billetterie pour les spectacles).

Depuis novembre 2006, la ferme Godier, située dans le vieux pays de Villepinte, est devenue un lieu de création et de résidence d'artistes et accueille la compagnie de théâtre « Issue de Secours » qui en a la gestion.
Les Espaces V - Roger Lefort, situés à côté du centre culturel Joseph-Kessel, sont un ensemble de salles destinées à accueillir des spectacles, des fêtes culturelles, familiales ou associatives et des réceptions. La salle Jacques Brel, d'une capacité de 800 places (dont 650 assises), est réservée aux spectacles, aux concerts de musique et aux représentations théâtrales programmés par le service culturel de la ville. Les six autres salles sont disponibles pour différentes manifestations.

### Personnalités liées à la commune
- Pierre Afforty (1724-1802), agriculteur à Villepinte, député du tiers état aux États généraux de 1789.
- Isabelle Antena (1960-), chanteuse française, née à Villepinte.
- Jérôme II Bignon (1627-1697), acquéreur du château de Villepinte, avocat général au Parlement de Paris, bibliothécaire du Roi.
- Armand-Jérôme Bignon (1771-1772), conseiller d'État, bibliothécaire du Roi, prévôt des marchands de Paris.
- Christophe Borgel (1963-), conseiller régional d'Île-de-France (2010-2013), premier adjoint au maire de 2008 à 2012, secrétaire national du PS, député de la Haute-Garonne de 2012 à 2017.
- Anne Caseneuve (1964-2015), navigatrice française née à Villepinte.
- Eugène Criqui (1893-1977), boxeur, champion du monde des poids plumes en 1923, champion d'Europe poids plumes (1922-1923), a vécu à Villepinte.
- Alou Diarra (1981-), joueur international de football, né à Villepinte.
- Kenny Lala (1991-), footballeur français au Racing Club de Strasbourg.
- Mathieu Dumas (1753-1837), général, comte d'Empire, homme politique, et son fils, le comte Christian Léon Dumas (1799-1873), colonel d'état-major, homme politique, propriétaires du château de la Citole jusqu'en 1857.
- Solenne Figuès (1979-), championne de natation, née à Villepinte.
- Félix Houphouët-Boigny (1905-1993), premier président de la République de Côte d'Ivoire, propriétaire et résident de la villa de la Citole de 1952 à 1957.
- Sigamary Diarra (1984-), footballeur malien.
- Florian Ledoux (1989-), photographe, vidéaste et documentariste français, né à Villepinte.
- Alexandre Iddir (1991-), judoka français, champion de France et médaillé européen, né à Villepinte.
- Taylor Lapilus (1992-), pratiquant de MMA français, né à Villepinte.
- Maes (1995-), rappeur français, né à Villepinte.
- Christophe Manas (1975-), joueur de rugby professionnel, né à Villepinte.
- Élisa Servier (1955-), actrice française, née à Villepinte.
- Saïd Taghmaoui (1973-), acteur français, né à Villepinte.
- Freddy Kemayo (1982-), champion du monde k1, né à Villepinte
- Bira Dembélé (1988-), footballeur franco-malien, né à Villepinte.
- Soa de Muse (1989-), drag queen, née à Villepinte.
- William Aubatin (1995-), athlète français, champion de France de saut en hauteur, né à Villepinte.
- Grâce Zaadi (1993-), joueuse internationale française de handball, évoluant au poste de demi-centre, à grandi à Villepinte.
- Randal Kolo Muani (1998-), footballeur international français, jouant au poste d'avant-centre, a grandi à Villepinte.
- Prithika Pavade (2004-), pongiste française, née à Villepinte.

### Héraldique, logotype et devise

Logo de la ville jusqu'à la fin 2020.

| Armes de Villepinte | Les armes de la commune de Villepinte se blasonnent ainsi : D'azur au clou de la Passion d'argent accompagné de trois fleurs de lys d'or, au chaussé du même chargé de deux socs de charrue de sable la pointe en haut. Le V central représente l'initiale de Villa picta, ancienne attestation du nom de Villepinte sous sa forme latinisée. Les trois fleurs de lys encadrant le clou de la Passion sur fond d'azur désignent les armoiries de l'abbaye royale de Saint-Denis, propriétaire de la châtellenie de Villepinte jusqu'à la Révolution. De part et d'autre du V, les socs de charrue représentent les cultures. Dans les armoiries complètes officielles, une couronne murale à trois tours crénelées timbre l'écu, lequel est soutenu par deux gerbes de blé croisées et liées d'azur. La couronne murale est le symbole des déesses grecques protectrices des cités. Les gerbes de blé évoquent l'importante production locale de céréales. |

## Pour approfondir